# Liste der Darsteller aus dem Marvel Cinematic Universe
Dieser Artikel bietet eine Übersicht, jeweils sortiert nach erstmaligem Auftritt, über die Haupt- und Nebendarsteller der Kinofilme und Disney+ Originals des Marvel Cinematic Universe, sowie deren deutsche Synchronsprecher.
| Einführung in …                    |
| ---------------------------------- |
| Iron Man                           |
| Der unglaubliche Hulk              |
| Iron Man 2                         |
| Thor                               |
| Captain America: The First Avenger |
| Marvel’s The Avengers              |

| Einführung in …                 |
| ------------------------------- |
| Iron Man 3                      |
| Thor – The Dark Kingdom         |
| The Return of the First Avenger |
| Guardians of the Galaxy         |
| Avengers: Age of Ultron         |
| Ant-Man                         |

| Einführung in …                |
| ------------------------------ |
| The First Avenger: Civil War   |
| Doctor Strange                 |
| Guardians of the Galaxy Vol. 2 |
| Spider-Man: Homecoming         |
| Thor: Tag der Entscheidung     |
| Black Panther                  |
| Avengers: Infinity War         |
| Ant-Man and the Wasp           |
| Captain Marvel                 |
| Avengers: Endgame              |
| Spider-Man: Far From Home      |

| Einführung in …                             |
| ------------------------------------------- |
| WandaVision                                 |
| The Falcon and the Winter Soldier           |
| Loki                                        |
| Black Widow                                 |
| What If…?                                   |
| Shang-Chi and the Legend of the Ten Rings   |
| Eternals                                    |
| Hawkeye                                     |
| Spider-Man: No Way Home                     |
| Moon Knight                                 |
| Doctor Strange in the Multiverse of Madness |
| Ms. Marvel                                  |
| Thor: Love and Thunder                      |
| She-Hulk: Die Anwältin                      |
| Black Panther: Wakanda Forever              |

| Einführung in …                                  |
| ------------------------------------------------ |
| Ant-Man and the Wasp: Quantumania                |
| Guardians of the Galaxy Vol. 3                   |
| Secret Invasion                                  |
| The Marvels                                      |
| Echo                                             |
| Deadpool & Wolverine                             |
| Agatha All Along                                 |
| Der freundliche Spider-Man aus der Nachbarschaft |
| Captain America: Brave New World                 |
| Daredevil: Born Again                            |
| Thunderbolts*                                    |
| Ironheart                                        |

| Einführung in …                 |
| ------------------------------- |
| The Fantastic Four: First Steps |

## Besetzung
| Rollenname                                               | Schauspieler                                                                | Auftritt(e) in... | Synchronsprecher                                                      |
| -------------------------------------------------------- | --------------------------------------------------------------------------- | --- | --------------------------------------------------------------------- |
| Nick Fury                                                | Samuel L. Jackson                                                           | Iron Man; Iron Man 2; Thor; Captain America: The First Avenger; Marvels The Avengers; The Return of the First Avenger; Avengers: Age of Ultron; Avengers: Infinity War; Captain Marvel; Avengers: Endgame 2; Spider-Man: Far From Home; What If…?; Secret Invasion; The Marvels | Engelbert von Nordhausen                                              |
| Anthony Edward „Tony“ Stark / Iron Man                   | Robert Downey Jr.                                                           | Iron Man; Der unglaubliche Hulk; Iron Man 2; Marvels The Avengers; Iron Man 3; Avengers: Age of Ultron; The First Avenger: Civil War; Spider-Man: Homecoming; Avengers: Infinity War; Avengers: Endgame                                                                         | Tobias Meister                                                        |
| Anthony Edward „Tony“ Stark / Iron Man                   | Mick Wingert (Stimme)                                                       | What If…?; Der freundliche Spider-Man aus der Nachbarschaft | Patrick Winczewski 3 Tobias Meister 4                                 |
| James „Rhodey“ Rhodes / War Machine                      | Terrence Howard                                                             | Iron Man | Simon Jäger                                                           |
| James „Rhodey“ Rhodes / War Machine                      | Don Cheadle                                                                 | Iron Man 2; Iron Man 3; Avengers: Age of Ultron; The First Avenger: Civil War; Avengers: Infinity War; Captain Marvel; Avengers: Endgame; The Falcon and the Winter Soldier; What If…?; Secret Invasion                                                                         | Dietmar Wunder                                                        |
| J.A.R.V.I.S. (Stimme)                                    | Paul Bettany                                                                | Iron Man; Iron Man 2; Marvel’s The Avengers; Iron Man 3; Avengers: Age of Ultron; What If…? | Frank Schaff                                                          |
| Vision                                                   | Paul Bettany                                                                | Avengers: Age of Ultron; The First Avenger: Civil War; Avengers: Infinity War; WandaVision; What If…? | Frank Schaff                                                          |
| Edwin Jarvis                                             | James D’Arcy                                                                | Avengers: Endgame; What If…? | Frank Schaff                                                          |
| Harold „Happy“ Hogan                                     | Jon Favreau                                                                 | Iron Man; Iron Man 2; Iron Man 3; Spider-Man: Homecoming; Avengers: Endgame; Spider-Man: Far From Home; What If…?; Spider-Man: No Way Home; Deadpool & Wolverine | Klaus-Peter Hoppe 3 Michael Iwannek 4                                 |
| Howard Stark                                             | Gerard Sanders (Foto)                                                       | Iron Man 2 | – 2                                                                   |
| Howard Stark                                             | John Slattery                                                               | Iron Man 2; Ant-Man; The First Avenger: Civil War; Avengers: Endgame; What If…? | Bernd Vollbrecht                                                      |
| Howard Stark                                             | Dominic Cooper (jung)                                                       | Captain America: The First Avenger; The Return of the First Avenger; What If…? | Timmo Niesner Florian Hoffmann 10                                     |
| Virginia „Pepper“ Potts                                  | Gwyneth Paltrow                                                             | Iron Man; Iron Man 2; Marvels The Avengers; Iron Man 3; Spider-Man: Homecoming; Avengers: Infinity War; Avengers: Endgame | Katrin Fröhlich                                                       |
| Virginia „Pepper“ Potts                                  | Beth Hoyt (Stimme)                                                          | What If…? | Katrin Fröhlich                                                       |
| Phillip „Phil“ Coulson                                   | Clark Gregg                                                                 | Iron Man; Iron Man 2; Thor; Marvels The Avengers; Captain Marvel; What If…? | Till Hagen 3 Gregor Höppner 4                                         |
| Christine Everhart                                       | Leslie Bibb                                                                 | Iron Man; Iron Man 2; What If…? | Cathlen Gawlich                                                       |
| Maj. Allen                                               | Tim Guinee                                                                  | Iron Man; Iron Man 2 | Erich Räuker                                                          |
| Yinsen                                                   | Shaun Toub                                                                  | Iron Man; Iron Man 3 | Hans-Jürgen Dittberner                                                |
| William Ginter Riva                                      | Peter Billingsley                                                           | Iron Man; Spider-Man: Far From Home | Andreas Müller 3 Dieter Memel 4                                       |
| Obadiah Stane / Iron Monger                              | Jeff Bridges                                                                | Iron Man | Joachim Tennstedt                                                     |
| Obadiah Stane / Iron Monger                              | Kiff VandenHeuvel (Stimme)                                                  | What If…? | Joachim Tennstedt                                                     |
| Abu Bakaar                                               | Sayed Badreya                                                               | Iron Man | – 1                                                                   |
| Raza                                                     | Faran Tahir                                                                 | Iron Man | Leon Boden                                                            |
| Dr. Bruce Banner / Hulk                                  | Edward Norton                                                               | Der unglaubliche Hulk | Andreas Fröhlich                                                      |
| Dr. Bruce Banner / Hulk                                  | Mark Ruffalo                                                                | Marvels The Avengers; Iron Man 3; Avengers: Age of Ultron; Thor: Tag der Entscheidung; Avengers: Infinity War; Captain Marvel; Avengers: Endgame; What If…?; Shang-Chi and the Legend of the Ten Rings; She-Hulk: Die Anwältin                                                  | Norman Matt                                                           |
| Thaddeus „Thunderbolt“ Ross / Red Hulk                   | William Hurt                                                                | Der unglaubliche Hulk; The First Avenger: Civil War; Avengers: Infinity War; Avengers: Endgame 2; Black Widow | Thomas Fritsch 3 Wolfgang Condrus 4                                   |
| Thaddeus „Thunderbolt“ Ross / Red Hulk                   | Mike McGill (Stimme)                                                        | What If…? | Hans Bayer                                                            |
| Thaddeus „Thunderbolt“ Ross / Red Hulk                   | Travis Willingham (Stimme)                                                  | Der freundliche Spider-Man aus der Nachbarschaft | Kaspar Eichel                                                         |
| Thaddeus „Thunderbolt“ Ross / Red Hulk                   | Harrison Ford                                                               | Captain America: Brave New World | Wolfgang Pampel                                                       |
| Roger Harrington                                         | Martin Starr                                                                | Der unglaubliche Hulk 7; Spider-Man: Homecoming; Spider-Man: Far From Home; Spider-Man: No Way Home | Rainer Fritzsche                                                      |
| Emil Blonsky / Abomination                               | Tim Roth                                                                    | Der unglaubliche Hulk; Shang-Chi and the Legend of the Ten Rings; She-Hulk: Die Anwältin | Udo Schenk 3 Patrick Winczewski 4                                     |
| Betty Ross                                               | Liv Tyler                                                                   | Der unglaubliche Hulk; Captain America: Brave New World | Nana Spier                                                            |
| Betty Ross                                               | Stephanie Panisello (Stimme)                                                | What If…? | Nana Spier                                                            |
| Dr. Samuel Sterns / The Leader                           | Tim Blake Nelson                                                            | Der unglaubliche Hulk; Captain America: Brave New World | Gerald Schaale                                                        |
| Gen. Joe Greller                                         | Peter Mensah                                                                | Der unglaubliche Hulk | Tilo Schmitz                                                          |
| Maj. Kathleen Sparr                                      | Christina Cabot                                                             | Der unglaubliche Hulk | Almut Zydra                                                           |
| Dr. Leonard Samson                                       | Ty Burrell                                                                  | Der unglaubliche Hulk | Bernd Vollbrecht                                                      |
| Natasha Romanoff / Black Widow                           | Scarlett Johansson                                                          | Iron Man 2; Marvel’s The Avengers; The Return of the First Avenger; Avengers: Age of Ultron; The First Avenger: Civil War; Avengers: Infinity War; Captain Marvel; Avengers: Endgame; Black Widow                                                                               | Luise Helm                                                            |
| Natasha Romanoff / Black Widow                           | Ever Anderson (jung)                                                        | Black Widow | Charlotte Raspe                                                       |
| Natasha Romanoff / Black Widow                           | Lake Bell (Stimme)                                                          | What If…? | Luise Helm                                                            |
| Senator Stern                                            | Garry Shandling                                                             | Iron Man 2; The Return of the First Avenger | Reinhard Kuhnert                                                      |
| Justin Hammer                                            | Sam Rockwell                                                                | Iron Man 2; What If…? | David Nathan Georgios Tzitzikos 10                                    |
| Ivan Vanko / Whiplash                                    | Mickey Rourke                                                               | Iron Man 2 | Reiner Schöne                                                         |
| Thor Odinson                                             | Chris Hemsworth                                                             | Thor; Marvels The Avengers; Thor – The Dark Kingdom; Avengers: Age of Ultron; Doctor Strange; Thor: Tag der Entscheidung; Avengers: Infinity War; Avengers: Endgame; What If…?; Thor: Love and Thunder                                                                          | Tommy Morgenstern                                                     |
| Thor Odinson                                             | Cameron Chapek (Baby)                                                       | Thor: Love and Thunder | – 2                                                                   |
| Thor Odinson                                             | Tristan Hemsworth (Kind)                                                    | Thor: Love and Thunder | – 2                                                                   |
| Thor Odinson                                             | Samson Alston (Teenager)                                                    | Thor: Love and Thunder | – 2                                                                   |
| Loki Laufeyson                                           | Tom Hiddleston                                                              | Thor; Marvels The Avengers; Thor – The Dark Kingdom; Thor: Tag der Entscheidung; Avengers: Infinity War; Avengers: Endgame; Loki; What If…?; Ant-Man and the Wasp: Quantumania                                                                                                  | Peter Lontzek                                                         |
| Clint Barton / Hawkeye                                   | Jeremy Renner                                                               | Thor; Marvels The Avengers; Avengers: Age of Ultron; The First Avenger: Civil War; Avengers: Endgame; Black Widow; What If…?; Hawkeye | Gerrit Schmidt-Foß Bastian Sierich 10                                 |
| Heimdall                                                 | Idris Elba                                                                  | Thor; Thor – The Dark Kingdom; Avengers: Age of Ultron; Thor: Tag der Entscheidung; Avengers: Infinity War; Thor: Love and Thunder; What If…? | Marco Kröger 3 Oliver Stritzel 4                                      |
| Dr. Erik Selvig                                          | Stellan Skarsgård                                                           | Thor; Marvels The Avengers; Thor – The Dark Kingdom; Avengers: Age of Ultron; Thor: Love and Thunder | Detlef Bierstedt 3 Douglas Welbat 4                                   |
| Frigga                                                   | Rene Russo                                                                  | Thor; Thor – The Dark Kingdom; Avengers: Endgame | Traudel Haas 3 Sabine Falkenberg 4                                    |
| Frigga                                                   | Josette Eales (Stimme)                                                      | What If…? | Traudel Haas 3 Sabine Falkenberg 4                                    |
| Frigga                                                   | Chanique Greyling (jung)                                                    | Thor: Love and Thunder | – 2                                                                   |
| Jane Foster / Mighty Thor                                | Natalie Portman                                                             | Thor; Thor – The Dark Kingdom; Avengers: Endgame; What If…?; Thor: Love and Thunder | Manja Doering                                                         |
| Jane Foster / Mighty Thor                                | Ava Caryofyllis (jung)                                                      | Thor: Love and Thunder | – 2                                                                   |
| Darcy Lewis                                              | Kat Dennings                                                                | Thor; Thor – The Dark Kingdom; WandaVision; What If…?; Thor: Love and Thunder | Maria Koschny 3 Birte Baumgardt 4                                     |
| Lady Sif                                                 | Jaimie Alexander                                                            | Thor; Thor – The Dark Kingdom; Loki; What If…?; Thor: Love and Thunder | Ranja Bonalana                                                        |
| Jasper Sitwell                                           | Maximiliano Hernández                                                       | Thor; Marvels The Avengers; The Return of the First Avenger; Avengers: Endgame | Klaus Lochthove 3 Michael Bauer 4 Torben Liebrecht 5 Axel Malzacher 6 |
| Fandral                                                  | Josh Dallas                                                                 | Thor | Sebastian Schulz                                                      |
| Fandral                                                  | Zachary Levi                                                                | Thor – The Dark Kingdom; Thor: Tag der Entscheidung | Tim Knauer Paul Matzke 8                                              |
| Fandral                                                  | Max Mittelman (Stimme)                                                      | What If…? | Tim Knauer Paul Matzke 8                                              |
| Hogun                                                    | Tadanobu Asano                                                              | Thor; Thor – The Dark Kingdom; Thor: Tag der Entscheidung | Florian Halm                                                          |
| Hogun                                                    | David Chen (Stimme)                                                         | What If…? | Florian Halm                                                          |
| Volstagg                                                 | Ray Stevenson                                                               | Thor; Thor – The Dark Kingdom; Thor: Tag der Entscheidung | Oliver Siebeck                                                        |
| Volstagg                                                 | Fred Tatasciore (Stimme)                                                    | What If…? | Oliver Siebeck                                                        |
| Odin                                                     | Anthony Hopkins                                                             | Thor; Thor – The Dark Kingdom; Thor: Tag der Entscheidung | Joachim Kerzel                                                        |
| Odin                                                     | Jeff Bergman (Stimme)                                                       | What If…? | Sven Brieger                                                          |
| König Laufey                                             | Colm Feore                                                                  | Thor | Tilo Schmitz                                                          |
| König Laufey                                             | Andrew Morgado (Stimme)                                                     | What If…? | Jan-Marten Block                                                      |
| Steven „Steve“ Rogers / Captain America                  | Chris Evans                                                                 | Captain America: The First Avenger; Marvels The Avengers; Thor – The Dark Kingdom; The Return of the First Avenger; Avengers: Age of Ultron; Ant-Man; The First Avenger: Civil War; Spider-Man: Homecoming; Avengers: Infinity War; Captain Marvel; Avengers: Endgame           | Dennis Schmidt-Foß                                                    |
| Steven „Steve“ Rogers / Captain America                  | Josh Keaton (Stimme)                                                        | What If…? | Dennis Schmidt-Foß                                                    |
| James Buchanan „Bucky“ Barnes / Winter Soldier           | Sebastian Stan                                                              | Captain America: The First Avenger; The Return of the First Avenger; Ant-Man; The First Avenger: Civil War; Black Panther; Avengers: Infinity War; Avengers: Endgame; The Falcon and the Winter Soldier; What If…?; Captain America: Brave New World; Thunderbolts*             | Björn Schalla                                                         |
| Margaret Elizabeth „Peggy“ Carter / Captain Carter       | Hayley Atwell                                                               | Captain America: The First Avenger; The Return of the First Avenger; Avengers: Age of Ultron; Ant-Man; Avengers: Endgame; What If…?; Doctor Strange in the Multiverse of Madness                                                                                                | Berenice Weichert                                                     |
| Johann Schmidt / Red Skull                               | Hugo Weaving                                                                | Captain America: The First Avenger | Hans-Jürgen Wolf                                                      |
| Johann Schmidt / Red Skull                               | Ross Marquand (Stimme)                                                      | Avengers: Infinity War; Avengers: Endgame; What If…? | Kaspar Eichel                                                         |
| Dr. Arnim Zola                                           | Toby Jones                                                                  | Captain America: The First Avenger; The Return of the First Avenger; What If…? | Lutz Schnell                                                          |
| Jim Morita                                               | Kenneth Choi                                                                | Captain America: The First Avenger | Gerald Schaale                                                        |
| Schulleiter Morita                                       | Kenneth Choi                                                                | Spider-Man: Homecoming | Gerald Schaale                                                        |
| Dr. Abraham Erskine                                      | Stanley Tucci                                                               | Captain America: The First Avenger; What If…? | Lutz Mackensy Hans Hohlbein 10                                        |
| Timothy „Dum Dum“ Dugan                                  | Neal McDonough                                                              | Captain America: The First Avenger; What If…? | Johannes Berenz                                                       |
| Senator Brandt                                           | Michael Brandon                                                             | Captain America: The First Avenger | Jan Spitzer                                                           |
| Col. Chester Phillips                                    | Tommy Lee Jones                                                             | Captain America: The First Avenger | Ronald Nitschke                                                       |
| Gabe Jones                                               | Derek Luke                                                                  | Captain America: The First Avenger | Marcel Collé                                                          |
| Heinz Krueger                                            | Richard Armitage                                                            | Captain America: The First Avenger | Sascha Rotermund                                                      |
| Pvt. Lorraine                                            | Natalie Dormer                                                              | Captain America: The First Avenger | Giuliana Jakobeit                                                     |
| Turmwärter                                               | David Bradley                                                               | Captain America: The First Avenger | Uli Krohm                                                             |
| Maria Hill                                               | Cobie Smulders                                                              | Marvel’s The Avengers; The Return of the First Avenger; Avengers: Age of Ultron; Avengers: Infinity War; Avengers: Endgame 2; Spider-Man: Far From Home; What If…?; Secret Invasion                                                                                             | Christine Stichler 3 Maud Ackermann 4                                 |
| Thanos                                                   | Damion Poitier                                                              | Marvel’s The Avengers | – 2                                                                   |
| Thanos                                                   | Josh Brolin                                                                 | Guardians of the Galaxy; Avengers: Age of Ultron; Avengers: Infinity War; Avengers: Endgame; What If…? | Klaus-Dieter Klebsch Axel Lutter 10                                   |
| Sicherheitsratsmitglied Hawley                           | Jenny Agutter                                                               | Marvel’s The Avengers; The Return of the First Avenger | Karin Buchholz                                                        |
| Der Andere                                               | Alexis Denisof                                                              | Marvel’s The Avengers; Guardians of the Galaxy | Lothar Blumhagen 3 Axel Lutter 4                                      |
| Harley Keener                                            | Ty Simpkins                                                                 | Iron Man 3; Avengers: Endgame 2 | Cedric Eich                                                           |
| Trevor Slattery / Der Mandarin                           | Ben Kingsley                                                                | Iron Man 3; Shang-Chi and the Legend of the Ten Rings | Peter Matić 3 Hans Bayer 4                                            |
| Aldrich Killian                                          | Guy Pearce                                                                  | Iron Man 3 | Viktor Neumann                                                        |
| Brandt                                                   | Stephanie Szostak                                                           | Iron Man 3 | Victoria Sturm                                                        |
| Mrs. Davis                                               | Dale Dickey                                                                 | Iron Man 3 | Sabine Walkenbach                                                     |
| Eric Savin                                               | James Badge Dale                                                            | Iron Man 3 | Robin Kahnmeyer                                                       |
| US-Präsident Matthew Ellis                               | William Sadler                                                              | Iron Man 3 | Bodo Wolf                                                             |
| Maya Hansen                                              | Rebecca Hall                                                                | Iron Man 3 | Manja Doering                                                         |
| US-Vizepräsident Rodriguez                               | Miguel Ferrer                                                               | Iron Man 3 | Lutz Mackensy                                                         |
| Taneleer Tivan, der Collector                            | Benicio del Toro                                                            | Thor – The Dark Kingdom; Guardians of the Galaxy; Avengers: Infinity War; What If…? | Torsten Michaelis                                                     |
| Carina                                                   | Ophelia Lovibond                                                            | Thor – The Dark Kingdom; Guardians of the Galaxy | Magdalena Turba 3 Kaya Marie Möller 4                                 |
| Carina                                                   | Kari Wahlgren (Stimme)                                                      | What If…? | Jenny Löffler                                                         |
| Malekith, der Verfluchte                                 | Christopher Eccleston                                                       | Thor – The Dark Kingdom | Jacques Breuer                                                        |
| Malekith, der Verfluchte                                 | Steve French (Stimme)                                                       | What If…? | Andree Solvik                                                         |
| Algrim, der Starke                                       | Adewale Akinnuoye-Agbaje                                                    | Thor – The Dark Kingdom | – 1                                                                   |
| Eir                                                      | Alice Krige                                                                 | Thor – The Dark Kingdom | Sabine Falkenberg                                                     |
| Ian Boothby                                              | Jonathan Howard                                                             | Thor – The Dark Kingdom | Julius Jellinek                                                       |
| Sam Wilson / Falcon / Captain America                    | Anthony Mackie                                                              | The Return of the First Avenger; Avengers: Age of Ultron; Ant-Man; The First Avenger: Civil War; Avengers: Infinity War; Avengers: Endgame; The Falcon and the Winter Soldier; What If…?; Captain America: Brave New World                                                      | Stefan Günther                                                        |
| Wanda Maximoff / Scarlet Witch                           | Elizabeth Olsen                                                             | The Return of the First Avenger; Avengers: Age of Ultron; The First Avenger: Civil War; Avengers: Infinity War; Avengers: Endgame; WandaVision; Doctor Strange in the Multiverse of Madness; What If…?                                                                          | Shandra Schadt                                                        |
| Wanda Maximoff / Scarlet Witch                           | Michaela Russell (jung)                                                     | WandaVision | Zoe Durakovic                                                         |
| Brock Rumlow / Crossbones                                | Frank Grillo                                                                | The Return of the First Avenger; The First Avenger: Civil War; Avengers: Endgame; What If…? | Johannes Berenz                                                       |
| Sharon Carter / Agent 13                                 | Emily VanCamp                                                               | The Return of the First Avenger; The First Avenger: Civil War; The Falcon and the Winter Soldier; What If…? | Magdalena Turba                                                       |
| Pietro Maximoff / Quicksilver                            | Aaron Taylor-Johnson                                                        | The Return of the First Avenger; Avengers: Age of Ultron | Constantin von Jascheroff                                             |
| Pietro Maximoff / Quicksilver                            | Gabriel Gurevich (jung)                                                     | WandaVision | Ithamar Enriquez                                                      |
| Georges Batroc                                           | Georges St-Pierre                                                           | The Return of the First Avenger; The Falcon and the Winter Soldier; What If…? | Benoit Pitre                                                          |
| Dr. List                                                 | Henry Goodman                                                               | The Return of the First Avenger; Avengers: Age of Ultron | Bodo Wolf                                                             |
| Baron Wolfgang von Strucker                              | Thomas Kretschmann                                                          | The Return of the First Avenger; Avengers: Age of Ultron | Thomas Kretschmann                                                    |
| Alexander Pierce                                         | Robert Redford                                                              | The Return of the First Avenger; Avengers: Endgame | Kaspar Eichel                                                         |
| Jack Rollins                                             | Callan Mulvey                                                               | The Return of the First Avenger; Avengers: Endgame 2 | Sven Gerhardt                                                         |
| Groot                                                    | Vin Diesel (Stimme)                                                         | Guardians of the Galaxy; Guardians of the Galaxy Vol. 2; Avengers: Infinity War; Avengers: Endgame; Thor: Love and Thunder; Ich bin Groot; Guardians of the Galaxy Vol. 3 | Hans-Eckart Eckhardt 3 Martin Keßler 4                                |
| Groot                                                    | Fred Tatasciore (Stimme)                                                    | What If…? | Paul Matzke                                                           |
| Drax, der Zerstörer                                      | Dave Bautista                                                               | Guardians of the Galaxy; Guardians of the Galaxy Vol. 2; Avengers: Infinity War; Avengers: Endgame; Thor: Love and Thunder; Guardians of the Galaxy Vol. 3 | Alexander Duda                                                        |
| Drax, der Zerstörer                                      | Fred Tatasciore (Stimme)                                                    | What If…? | Tilo Schmitz                                                          |
| Nebula                                                   | Karen Gillan                                                                | Guardians of the Galaxy; Guardians of the Galaxy Vol. 2; Avengers: Infinity War; Avengers: Endgame; What If…?; Thor: Love and Thunder; Guardians of the Galaxy Vol. 3 | Rubina Nath                                                           |
| Peter Jason Quill / Star-Lord                            | Chris Pratt                                                                 | Guardians of the Galaxy; Guardians of the Galaxy Vol. 2; Avengers: Infinity War; Avengers: Endgame; Thor: Love and Thunder; Guardians of the Galaxy Vol. 3 | Leonhard Mahlich                                                      |
| Peter Jason Quill / Star-Lord                            | Brian T. Delaney (Stimme)                                                   | What If…? | Leonhard Mahlich                                                      |
| Peter Jason Quill / Star-Lord                            | Wyatt Oleff (jung)                                                          | Guardians of the Galaxy; Guardians of the Galaxy Vol. 2 | Lukas T. Berglund                                                     |
| Rocket / Subjekt 89P13                                   | Bradley Cooper (Stimme)                                                     | Guardians of the Galaxy; Guardians of the Galaxy Vol. 2; Avengers: Infinity War; Avengers: Endgame; Thor: Love and Thunder; Ich bin Groot; Guardians of the Galaxy Vol. 3 | Fahri Yardım Jan-David Rönfeldt 9                                     |
| Gamora                                                   | Zoe Saldana                                                                 | Guardians of the Galaxy; Guardians of the Galaxy Vol. 2; Avengers: Infinity War; Avengers: Endgame; Guardians of the Galaxy Vol. 3 | Tanja Geke                                                            |
| Gamora                                                   | Ariana Greenblatt (jung)                                                    | Avengers: Infinity War | Victoria Glück                                                        |
| Gamora                                                   | Cynthia McWilliams (Stimme)                                                 | What If…? | Nurcan Özdemir                                                        |
| Kraglin Obfonteri                                        | Sean Gunn                                                                   | Guardians of the Galaxy; Guardians of the Galaxy Vol. 2; Avengers: Endgame 2; What If…?; Thor: Love and Thunder; Guardians of the Galaxy Vol. 3 | Gerrit Schmidt-Foß Dirc Simpson 10                                    |
| Howard the Duck                                          | Seth Green (Stimme)                                                         | Guardians of the Galaxy; Guardians of the Galaxy Vol. 2; Avengers: Endgame 2; What If…?; Guardians of the Galaxy Vol. 3 | Tobias Meister Santiago Ziesmer 10                                    |
| Yondu Udonta                                             | Michael Rooker                                                              | Guardians of the Galaxy; Guardians of the Galaxy Vol. 2; What If…?; Guardians of the Galaxy Vol. 3 | Tobias Lelle                                                          |
| Korath                                                   | Djimon Hounsou                                                              | Guardians of the Galaxy; Captain Marvel; What If…? | Daniel Zillmann                                                       |
| Meredith Quill                                           | Laura Haddock                                                               | Guardians of the Galaxy; Guardians of the Galaxy Vol. 2 | Nadja Schönfeldt 3 Sanam Afrashteh 4                                  |
| Ronan, der Ankläger                                      | Lee Pace                                                                    | Guardians of the Galaxy; Captain Marvel | Sascha Rotermund                                                      |
| Denarian Saal                                            | Peter Serafinowicz                                                          | Guardians of the Galaxy; What If…? | Axel Malzacher                                                        |
| Irani Rael / Nova Prime                                  | Glenn Close                                                                 | Guardians of the Galaxy | Kerstin Sanders-Dornseif                                              |
| Irani Rael / Nova Prime                                  | Julianne Grossman (Stimme)                                                  | What If…? | Kerstin Sanders-Dornseif                                              |
| Broker                                                   | Christopher Fairbank                                                        | Guardians of the Galaxy; Guardians of the Galaxy Vol. 3 | Wolfgang Condrus                                                      |
| Mr. Quill                                                | Gregg Henry                                                                 | Guardians of the Galaxy; Guardians of the Galaxy Vol. 3 | Ronald Nitschke                                                       |
| Bereet                                                   | Melia Kreiling                                                              | Guardians of the Galaxy | Giuliana Jakobeit                                                     |
| Rhomann Dey                                              | John C. Reilly                                                              | Guardians of the Galaxy | Michael Iwannek                                                       |
| F.R.I.D.A.Y.                                             | Kerry Condon (Stimme)                                                       | Avengers: Age of Ultron; The First Avenger: Civil War; Spider-Man: Homecoming; Avengers: Infinity War; Avengers: Endgame | Britta Steffenhagen                                                   |
| Ulysses Klaue / Klaw                                     | Andy Serkis                                                                 | Avengers: Age of Ultron; Black Panther; What If…? | Jörg Hengstler Wolfgang Wagner 10                                     |
| Cooper Barton                                            | Ben Sakamoto                                                                | Avengers: Age of Ultron; Avengers: Endgame; Hawkeye | Elias Kunze                                                           |
| Laura Barton                                             | Linda Cardellini                                                            | Avengers: Age of Ultron; Avengers: Endgame; Hawkeye | Dascha Lehmann                                                        |
| Lylla (Stimme)                                           | Linda Cardellini                                                            | Guardians of the Galaxy Vol. 3 | Anita Hopt                                                            |
| Lila Barton                                              | Imogen & Isabella Poynton                                                   | Avengers: Age of Ultron | – 2                                                                   |
| Lila Barton                                              | Ava Russo                                                                   | Avengers: Endgame; Hawkeye | Jada Zech                                                             |
| Nathaniel Pietro Barton                                  | Jaiden Stafford                                                             | Avengers: Age of Ultron | – 2                                                                   |
| Nathaniel Pietro Barton                                  | Cade Woodward                                                               | Avengers: Endgame; Hawkeye | Kilian Schmidt-Foß                                                    |
| Ultron                                                   | James Spader                                                                | Avengers: Age of Ultron | Andreas Fröhlich                                                      |
| Ultron                                                   | Ross Marquand (Stimme)                                                      | What If…? | René Dawn-Claude                                                      |
| Madame B.                                                | Julie Delpy                                                                 | Avengers: Age of Ultron | Andrea Aust                                                           |
| Dr. Helen Kim                                            | Kim Soo-hyun                                                                | Avengers: Age of Ultron | Rubina Nath                                                           |
| Scott Lang / Ant-Man                                     | Paul Rudd                                                                   | Ant-Man; The First Avenger: Civil War; Ant-Man and the Wasp; Avengers: Endgame; What If…?; Ant-Man and the Wasp: Quantumania | Markus Pfeiffer Arne Stephan 10                                       |
| Scott Lang / Ant-Man                                     | Bazlo & Loen LeClair (Baby) Jackson A. Dunn (12 Jahre) Lee Moore (93 Jahre) | Avengers: Endgame | Freimut Götsch (93 Jahre)                                             |
| Dr. Henry „Hank“ Pym / Ant-Man                           | Michael Douglas                                                             | Ant-Man; Ant-Man and the Wasp; Avengers: Endgame; What If…?; Ant-Man and the Wasp: Quantumania | Volker Brandt Pierre Peters-Arnolds 10                                |
| Dr. Henry „Hank“ Pym / Ant-Man                           | Dax Griffin (jung)                                                          | Ant-Man; Ant-Man and the Wasp | Volker Brandt Pierre Peters-Arnolds 10                                |
| Dr. Henry „Hank“ Pym / Ant-Man                           | John Michael Morris (jung)                                                  | Avengers: Endgame | Volker Brandt Pierre Peters-Arnolds 10                                |
| Hope van Dyne / Wasp                                     | Evangeline Lilly                                                            | Ant-Man; Ant-Man and the Wasp; Avengers: Endgame; What If…?; Ant-Man and the Wasp: Quantumania | Alexandra Wilcke                                                      |
| Hope van Dyne / Wasp                                     | Madeleine McGraw (jung)                                                     | Ant-Man and the Wasp |                                                                       |
| Cassie Lang                                              | Abby Ryder Fortson                                                          | Ant-Man; Ant-Man and the Wasp | Marie Düe                                                             |
| Cassie Lang                                              | Emma Fuhrmann                                                               | Avengers: Endgame | Melinda Rachfahl                                                      |
| Cassie Lang                                              | Kathryn Newton                                                              | Ant-Man and the Wasp: Quantumania | Friedel Morgenstern                                                   |
| Janet van Dyne / Wasp                                    | Hayley Lovitt (jung)                                                        | Ant-Man; Ant-Man and the Wasp | Andrea Aust                                                           |
| Janet van Dyne / Wasp                                    | Michelle Pfeiffer                                                           | Ant-Man and the Wasp; Avengers: Endgame; Ant-Man and the Wasp: Quantumania | Andrea Aust                                                           |
| Kurt                                                     | David Dastmalchian                                                          | Ant-Man; Ant-Man and the Wasp; What If…? | Ricardo Richter                                                       |
| Veb                                                      | David Dastmalchian                                                          | Ant-Man and the Wasp: Quantumania | Ricardo Richter                                                       |
| Maggie Lang                                              | Judy Greer                                                                  | Ant-Man; Ant-Man and the Wasp | Bianca Krahl                                                          |
| War Pig (Stimme)                                         | Judy Greer                                                                  | Guardians of the Galaxy Vol. 3 | Almut Zydra                                                           |
| Dave                                                     | Tip „T.I.“ Harris                                                           | Ant-Man; Ant-Man and the Wasp | Martin Kautz                                                          |
| Luis                                                     | Michael Peña                                                                | Ant-Man; Ant-Man and the Wasp | Nico Mamone                                                           |
| Paxton                                                   | Bobby Cannavale                                                             | Ant-Man; Ant-Man and the Wasp | Tobias Kluckert                                                       |
| Darren Cross / Yellowjacket / M.O.D.O.K                  | Corey Stoll                                                                 | Ant-Man; Ant-Man and the Wasp: Quantumania | Nicolas Böll                                                          |
| Gale                                                     | Wood Harris                                                                 | Ant-Man | Milton Welsh                                                          |
| Mitchell Carson                                          | Martin Donovan                                                              | Ant-Man | Frank Röth                                                            |
| Peter Parker / Spider-Man                                | Tom Holland                                                                 | The First Avenger: Civil War; Spider-Man: Homecoming; Avengers: Infinity War; Avengers: Endgame; Spider-Man: Far From Home; Spider-Man: No Way Home | Christian Zeiger                                                      |
| Peter Parker / Spider-Man                                | Hudson Thames (Stimme)                                                      | What If…?; Der freundliche Spider-Man aus der Nachbarschaft | Christian Zeiger                                                      |
| May Parker                                               | Marisa Tomei                                                                | The First Avenger: Civil War; Spider-Man: Homecoming; Avengers: Endgame 2; Spider-Man: Far From Home; Spider-Man: No Way Home | Claudia Lössl                                                         |
| May Parker                                               | Kari Wahlgren (Stimme)                                                      | Der freundliche Spider-Man aus der Nachbarschaft | Christin Marquitan                                                    |
| T’Challa / Black Panther                                 | Chadwick Boseman                                                            | The First Avenger: Civil War; Black Panther; Avengers: Infinity War; Avengers: Endgame; What If…? | Tobias Schmidt                                                        |
| T’Challa / Black Panther                                 | Ashton Tyler (jung)                                                         | Black Panther |                                                                       |
| T’Challa / Black Panther                                 | Maddix Robinson (jung, Stimme)                                              | What If…? | Nelson Odey                                                           |
| Ayo                                                      | Florence Kasumba                                                            | The First Avenger: Civil War; Black Panther; Avengers: Infinity War; The Falcon and the Winter Soldier; Black Panther: Wakanda Forever | Florence Kasumba 3 Jenny Löffler 4 Annabelle Mandeng 5                |
| Everett K. Ross                                          | Martin Freeman                                                              | The First Avenger: Civil War; Black Panther; Black Panther: Wakanda Forever; Secret Invasion | Manuel Straube                                                        |
| König T’Chaka                                            | John Kani                                                                   | The First Avenger: Civil War; Black Panther; What If…? | Michael Ojake 3 Reinhard Scheunemann 4                                |
| König T’Chaka                                            | Atandwa Kani (jung)                                                         | Black Panther; What If…? | Gerrit Hamann                                                         |
| Helmut Zemo                                              | Daniel Brühl                                                                | The First Avenger: Civil War; The Falcon and the Winter Soldier | Daniel Brühl                                                          |
| Professor Wilkes                                         | Jim Rash                                                                    | The First Avenger: Civil War; Ironheart | Rainer Fritzsche                                                      |
| Maria Stark                                              | Hope Davis                                                                  | The First Avenger: Civil War | Christin Marquitan                                                    |
| Miriam                                                   | Alfre Woodard                                                               | The First Avenger: Civil War | Peggy Sander                                                          |
| Dr. Stephen Strange                                      | Benedict Cumberbatch                                                        | Doctor Strange; Thor: Tag der Entscheidung; Avengers: Infinity War; Avengers: Endgame; What If…?; Shang-Chi and the Legend of the Ten Rings; Spider-Man: No Way Home; Doctor Strange in the Multiverse of Madness                                                               | Sascha Rotermund                                                      |
| Dr. Stephen Strange                                      | Robin Atkin Downes (Stimme)                                                 | Der freundliche Spider-Man aus der Nachbarschaft | Boris Tessmann                                                        |
| Wong                                                     | Benedict Wong                                                               | Doctor Strange; Avengers: Infinity War; Avengers: Endgame; What If…?; Spider-Man: No Way Home; Doctor Strange in the Multiverse of Madness; She-Hulk: Die Anwältin | Achim Buch                                                            |
| Wong                                                     | David Chen (Stimme)                                                         | What If…? | Achim Buch                                                            |
| Die Älteste                                              | Tilda Swinton                                                               | Doctor Strange; Avengers: Endgame; What If…? | Traudel Haas Silke Matthias 10                                        |
| Dr. Christine Palmer                                     | Rachel McAdams                                                              | Doctor Strange; What If…?; Doctor Strange in the Multiverse of Madness | Ranja Bonalana Melanie Hinze 10                                       |
| Hamir                                                    | Topo Wresniwiro                                                             | Doctor Strange; Doctor Strange in the Multiverse of Madness | – 2                                                                   |
| Karl Mordo                                               | Chiwetel Ejiofor                                                            | Doctor Strange; Doctor Strange in the Multiverse of Madness | Torben Liebrecht                                                      |
| Dr. Nicodemus West                                       | Michael Stuhlbarg                                                           | Doctor Strange; Doctor Strange in the Multiverse of Madness | Axel Malzacher                                                        |
| Kaecilius                                                | Mads Mikkelsen                                                              | Doctor Strange | Matthias Klie                                                         |
| Kaecilius                                                | Jared Butler (Stimme)                                                       | What If…? | Armin Schlagwein                                                      |
| Dormammu                                                 | Benedict Cumberbatch (Stimme)                                               | Doctor Strange | Sascha Rotermund                                                      |
| Jonathan Pangborn                                        | Benjamin Bratt                                                              | Doctor Strange | Erik Schäffler                                                        |
| Lucian                                                   | Scott Adkins                                                                | Doctor Strange | – 2                                                                   |
| Mantis                                                   | Pom Klementieff                                                             | Guardians of the Galaxy Vol. 2; Avengers: Infinity War; Avengers: Endgame; Thor: Love and Thunder; Guardians of the Galaxy Vol. 3 | Daniela Molina                                                        |
| En Dwi Gast / Grandmaster                                | Jeff Goldblum                                                               | Guardians of the Galaxy Vol. 2 2; Thor: Tag der Entscheidung | Martin Umbach                                                         |
| En Dwi Gast / Grandmaster                                | Matt Friend (Stimme)                                                        | What If…? | Thomas Nero Wolff                                                     |
| Ego                                                      | Kurt Russell                                                                | Guardians of the Galaxy Vol. 2; What If…? | Manfred Lehmann Martin Kautz 10                                       |
| Taserface                                                | Chris Sullivan                                                              | Guardians of the Galaxy Vol. 2; What If…? | Milton Welsh                                                          |
| Hohepriesterin Ayesha                                    | Elizabeth Debicki                                                           | Guardians of the Galaxy Vol. 2; Guardians of the Galaxy Vol. 3 | Christin Marquitan                                                    |
| Martinex T’Naga                                          | Michael Rosenbaum                                                           | Guardians of the Galaxy Vol. 2; Guardians of the Galaxy Vol. 3 | Timmo Niesner                                                         |
| Stakar Ogord                                             | Sylvester Stallone                                                          | Guardians of the Galaxy Vol. 2; Guardians of the Galaxy Vol. 3 | Thomas Danneberg 3 Bernd Egger 4                                      |
| Aleta Ogord                                              | Michelle Yeoh                                                               | Guardians of the Galaxy Vol. 2 | Silke Matthias                                                        |
| Charlie-27                                               | Ving Rhames                                                                 | Guardians of the Galaxy Vol. 2 | Tilo Schmitz                                                          |
| Mainframe                                                | Miley Cyrus (Stimme)                                                        | Guardians of the Galaxy Vol. 2 |                                                                       |
| Tullk                                                    | Tommy Flanagan                                                              | Guardians of the Galaxy Vol. 2 | Wolfgang Wagner                                                       |
| Edward „Ned“ Leeds                                       | Jacob Batalon                                                               | Spider-Man: Homecoming; Avengers: Infinity War; Avengers: Endgame 2; Spider-Man: Far From Home; Spider-Man: No Way Home | Sebastian Fitzner                                                     |
| Betty Brant                                              | Angourie Rice                                                               | Spider-Man: Homecoming; Spider-Man: Far From Home; Spider-Man: No Way Home | Jodie Blank                                                           |
| Flash Thompson                                           | Tony Revolori                                                               | Spider-Man: Homecoming; Spider-Man: Far From Home; Spider-Man: No Way Home | Dirk Petrick                                                          |
| Michelle „MJ“ Jones-Watson                               | Zendaya                                                                     | Spider-Man: Homecoming; Spider-Man: Far From Home; Spider-Man: No Way Home | Marcia von Rebay                                                      |
| Cindy Moon                                               | Tiffany Espensen                                                            | Spider-Man: Homecoming; Avengers: Infinity War | Maria Hönig                                                           |
| Sally Avril                                              | Isabella Amara                                                              | Spider-Man: Homecoming; Avengers: Infinity War | Kristina Tietz                                                        |
| Tiny McKeever                                            | Ethan Dizon                                                                 | Spider-Man: Homecoming; Avengers: Infinity War | – 2                                                                   |
| Jason Ionello                                            | Jorge Lendeborg Jr.                                                         | Spider-Man: Homecoming; Spider-Man: Far From Home | Patrick Keller 3 Marco Eßer 4                                         |
| Coach Wilson                                             | Hannibal Buress                                                             | Spider-Man: Homecoming; Spider-Man: No Way Home | Valentin Stilu                                                        |
| Mac Gargan                                               | Michael Mando                                                               | Spider-Man: Homecoming | Nic Romm                                                              |
| Mac Gargan                                               | Jonathan Medina (Stimme)                                                    | Der freundliche Spider-Man aus der Nachbarschaft | Johann Fohl                                                           |
| Aaron Davis                                              | Donald Glover                                                               | Spider-Man: Homecoming | Constantin von Jascheroff                                             |
| Abraham                                                  | Abraham Attah                                                               | Spider-Man: Homecoming | Cedric Eich                                                           |
| Adrian Toomes / Vulture                                  | Michael Keaton                                                              | Spider-Man: Homecoming | Joachim Tennstedt                                                     |
| Anne Marie Hoag                                          | Tyne Daly                                                                   | Spider-Man: Homecoming | Cornelia Meinhardt                                                    |
| Charles                                                  | Michael Barbieri                                                            | Spider-Man: Homecoming |                                                                       |
| Mr. Delmar                                               | Hemky Madera                                                                | Spider-Man: Homecoming | Abelardo Decamilli                                                    |
| Doris Toomes                                             | Garcelle Beauvais                                                           | Spider-Man: Homecoming | Marion Musiol                                                         |
| Agent Foster                                             | Gary Weeks                                                                  | Spider-Man: Homecoming | Dennis Sandmann                                                       |
| Herman Shultz / Shocker                                  | Bokeem Woodbine                                                             | Spider-Man: Homecoming | Martin Kautz                                                          |
| Jackson Brice / Shocker                                  | Logan Marshall-Green                                                        | Spider-Man: Homecoming | Sebastian Schulz                                                      |
| Karen / Spider-Man-Suit                                  | Jennifer Connelly (Stimme)                                                  | Spider-Man: Homecoming | Julia Kaufmann                                                        |
| Liz Allan                                                | Laura Harrier                                                               | Spider-Man: Homecoming | Lisa May-Mitsching                                                    |
| Phineas Mason / Tinkerer                                 | Michael Chernus                                                             | Spider-Man: Homecoming | Tim Sander                                                            |
| Ms. Warren                                               | Selenis Leyva                                                               | Spider-Man: Homecoming | Susanne von Medvey                                                    |
| König Walküre / Scrapper 142                             | Tessa Thompson                                                              | Thor: Tag der Entscheidung; Avengers: Endgame; Thor: Love and Thunder; The Marvels; What If…? | Marieke Oeffinger                                                     |
| Korg                                                     | Taika Waititi                                                               | Thor: Tag der Entscheidung; Avengers: Endgame; What If…?; Thor: Love and Thunder | Marius Clarén                                                         |
| Surtur                                                   | Clancy Brown (Stimme)                                                       | Thor: Tag der Entscheidung; What If…? | Milton Welsh                                                          |
| Topaz                                                    | Rachel House                                                                | Thor: Tag der Entscheidung; What If…? | Judith Steinhäuser                                                    |
| Loki-Darsteller                                          | Matt Damon                                                                  | Thor: Tag der Entscheidung; Thor: Love and Thunder | Simon Jäger                                                           |
| Miek                                                     | Stephen Murdoch                                                             | Thor: Tag der Entscheidung | – 1                                                                   |
| Miek                                                     | Carly Rees                                                                  | Thor: Love and Thunder | – 1                                                                   |
| Odin-Darsteller                                          | Sam Neill                                                                   | Thor: Tag der Entscheidung; Thor: Love and Thunder | Wolfgang Condrus                                                      |
| Thor-Darsteller                                          | Luke Hemsworth                                                              | Thor: Tag der Entscheidung; Thor: Love and Thunder | David Nathan 3 Dennis Herrmann 4                                      |
| Hela                                                     | Cate Blanchett; What If…?                                                   | Thor: Tag der Entscheidung | Elisabeth Günther                                                     |
| Skurge                                                   | Karl Urban                                                                  | Thor: Tag der Entscheidung | Tobias Kluckert                                                       |
| Okoye                                                    | Danai Gurira                                                                | Black Panther; Avengers: Infinity War; Avengers: Endgame; What If…?; Black Panther: Wakanda Forever | Dela Dabulamanzi                                                      |
| Okoye                                                    | Kenna Ramsey (Stimme)                                                       | What If…? | Dela Dabulamanzi                                                      |
| Prinzessin Shuri / Black Panther                         | Letitia Wright                                                              | Black Panther; Avengers: Infinity War; Avengers: Endgame; Black Panther: Wakanda Forever | Maximiliane Häcke                                                     |
| Prinzessin Shuri / Black Panther                         | Ozioma Akagha (jung, Stimme)                                                | What If…? | Maximiliane Häcke                                                     |
| M’Baku                                                   | Winston Duke                                                                | Black Panther; Avengers: Infinity War; Avengers: Endgame; Black Panther: Wakanda Forever | Samuel Zekarias                                                       |
| Nomble                                                   | Janeshia Adams-Ginyard                                                      | Black Panther; Avengers: Infinity War; The Falcon and the Winter Soldier; Black Panther: Wakanda Forever | – 2                                                                   |
| Yama                                                     | Zola Williams                                                               | Black Panther; Avengers: Infinity War; The Falcon and the Winter Soldier; Black Panther: Wakanda Forever | – 2                                                                   |
| Königinmutter Ramonda                                    | Angela Bassett                                                              | Black Panther; Avengers: Endgame 2; What If…?; Black Panther: Wakanda Forever | Anke Reitzenstein                                                     |
| Erik „Killmonger“ Stevens / N’Jadaka                     | Michael B. Jordan                                                           | Black Panther; What If…?; Black Panther: Wakanda Forever | Jan-David Rönfeldt                                                    |
| Erik „Killmonger“ Stevens / N’Jadaka                     | Seth Carr (jung)                                                            | Black Panther | Ludwig Niesner                                                        |
| Nakia                                                    | Lupita Nyong’o                                                              | Black Panther; Black Panther: Wakanda Forever | Alice Bauer                                                           |
| Nakia                                                    | Brittany Adebumola (Stimme)                                                 | What If…? | Alice Bauer                                                           |
| Linda                                                    | Nabiyah Be                                                                  | Black Panther | Laurine Betz                                                          |
| N’Jobu                                                   | Sterling K. Brown                                                           | Black Panther | Sebastian Winkler                                                     |
| W’Kabi                                                   | Daniel Kaluuya                                                              | Black Panther | Kaze Uzumaki                                                          |
| Xoliswa                                                  | Sydelle Noel                                                                | Black Panther | – 1                                                                   |
| Zuri / James                                             | Forest Whitaker                                                             | Black Panther | Sven Brieger                                                          |
| Zuri / James                                             | Denzel Whitaker (jung)                                                      | Black Panther | Tim Sander                                                            |
| Corvus Glaive                                            | Michael James Shaw                                                          | Avengers: Infinity War; Avengers: Endgame | Sven Fechner                                                          |
| Corvus Glaive                                            | Fred Tatasciore (Stimme)                                                    | What If…? | Sven Fechner                                                          |
| Ebony Maw                                                | Tom Vaughan-Lawlor                                                          | Avengers: Infinity War; Avengers: Endgame; What If…? | Frank Röth                                                            |
| Proxima Midnight                                         | Carrie Coon (Stimme) Monique Ganderton (Motion Capture)                     | Avengers: Infinity War; Avengers: Endgame 2; What If…? | Vera Teltz                                                            |
| Cull Obsidian                                            | Terry Notary                                                                | Avengers: Infinity War; Avengers: Endgame | – 1                                                                   |
| Eitri                                                    | Peter Dinklage                                                              | Avengers: Infinity War | Claus-Peter Damitz                                                    |
| James E. „Jimmy“ Woo                                     | Randall Park                                                                | Ant-Man and the Wasp; WandaVision; Ant-Man and the Wasp: Quantumania | Karlo Hackenberger                                                    |
| Dr. Bill Foster / Goliath                                | Laurence Fishburne                                                          | Ant-Man and the Wasp; What If…? | Tom Vogt                                                              |
| Dr. Bill Foster / Goliath                                | Langston Fishburne (jung)                                                   | Ant-Man and the Wasp; What If…? | – 2                                                                   |
| Sonny Birch                                              | Walton Goggins                                                              | Ant-Man and the Wasp; What If…? | Michael Deffert 3 Jörg Pintsch 4                                      |
| Ava Starr / Ghost                                        | Hannah John-Kamen                                                           | Ant-Man and the Wasp; Thunderbolts* | Runa Aléon                                                            |
| Ava Starr / Ghost                                        | RaeLynn Bratten (jung)                                                      | Ant-Man and the Wasp; Thunderbolts* | – 2                                                                   |
| Anitolov                                                 | Goran Kostić                                                                | Ant-Man and the Wasp | Waléra Kanischtscheff                                                 |
| Knox                                                     | Rob Archer                                                                  | Ant-Man and the Wasp | – 2                                                                   |
| Uzman                                                    | Divian Ladwa                                                                | Ant-Man and the Wasp | Marius Clarén                                                         |
| Carol Danvers / Captain Marvel                           | Brie Larson                                                                 | Captain Marvel; Avengers: Endgame; Shang-Chi and the Legend of the Ten Rings; Ms. Marvel; The Marvels | Yvonne Greitzke                                                       |
| Carol Danvers / Captain Marvel                           | Mckenna Grace (13 Jahre)                                                    | Captain Marvel | – 2                                                                   |
| Carol Danvers / Captain Marvel                           | London Fuller (6 Jahre)                                                     | Captain Marvel | – 2                                                                   |
| Carol Danvers / Captain Marvel                           | Alexandra Daniels (Stimme)                                                  | What If…? | Yvonne Greitzke                                                       |
| Monica Rambeau                                           | Akira Akbar (11 Jahre)                                                      | Captain Marvel | Chiara Moon Schalla                                                   |
| Monica Rambeau                                           | Azari Akbar (5 Jahre)                                                       | Captain Marvel | – 2                                                                   |
| Monica Rambeau                                           | Teyonah Parris                                                              | WandaVision; The Marvels; What If…? | Jacqueline Belle                                                      |
| Talos / Keller                                           | Ben Mendelsohn                                                              | Captain Marvel; Spider-Man: Far From Home; Secret Invasion | Torsten Michaelis                                                     |
| Soren                                                    | Sharon Blynn                                                                | Captain Marvel; Spider-Man: Far From Home | Mareile Moeller                                                       |
| Soren                                                    | Charlotte Baker                                                             | Secret Invasion | – 2                                                                   |
| Maria „Photon“ Rambeau / Captain Marvel                  | Lashana Lynch                                                               | Captain Marvel; Doctor Strange in the Multiverse of Madness; The Marvels | Flavia Vinzens                                                        |
| Oberste Intelligenz / Dr. Wendy Lawson / Mar-Vell        | Annette Bening                                                              | Captain Marvel | Traudel Haas                                                          |
| Oberste Intelligenz / Dr. Wendy Lawson / Mar-Vell        | Keri Tombazian                                                              | What If…? (Stimme) | Katrin Zimmermann                                                     |
| Yon-Rogg                                                 | Jude Law                                                                    | Captain Marvel; What If…? | Florian Halm Matthias Deutelmoser 10                                  |
| Att-Lass                                                 | Algenis Perez Soto                                                          | Captain Marvel | Jannik Endemann                                                       |
| Bret Johnson                                             | Pete Ploszek                                                                | Captain Marvel |                                                                       |
| Bron-Char                                                | Rune Temte                                                                  | Captain Marvel | Romanus Fuhrmann                                                      |
| Hero Torfan                                              | Vik Sahay                                                                   | Captain Marvel | – 2                                                                   |
| Joseph Danvers                                           | Kenneth Mitchell                                                            | Captain Marvel | – 2                                                                   |
| Minn-Erva                                                | Gemma Chan                                                                  | Captain Marvel | Leonie Dubuc                                                          |
| Norex                                                    | Matthew Maher                                                               | Captain Marvel | Robert Levine                                                         |
| Soh-Larr                                                 | Chuku Modu                                                                  | Captain Marvel |                                                                       |
| Steve Danvers                                            | Colin Ford                                                                  | Captain Marvel | Lasse Dreyer                                                          |
| Akihiko                                                  | Hiroyuki Sanada                                                             | Avengers: Endgame | – 1                                                                   |
| Frau im Fahrstuhl                                        | Yvette Nicole Brown                                                         | Avengers: Endgame | Cornelia Waibel                                                       |
| Morgan Stark                                             | Alexandra Rachael Rabe                                                      | Avengers: Endgame | Mina Chamlali                                                         |
| Sicherheitsmann                                          | Ken Jeong                                                                   | Avengers: Endgame | – 2                                                                   |
| J. Jonah Jameson                                         | J. K. Simmons                                                               | Spider-Man: Far From Home; Spider-Man: No Way Home | Axel Lutter                                                           |
| Julius Dell                                              | J. B. Smoove                                                                | Spider-Man: Far From Home; Spider-Man: No Way Home | Oliver Siebeck                                                        |
| Quentin Beck / Mysterio                                  | Jake Gyllenhaal                                                             | Spider-Man: Far From Home | Marius Clarén                                                         |
| Quentin Beck / Mysterio                                  | Alejandro Saab (Stimme)                                                     | What If…? | Marius Clarén                                                         |
| Brad Davis                                               | Remy Hii                                                                    | Spider-Man: Far From Home | Max Felder                                                            |
| Dimitri                                                  | Numan Acar                                                                  | Spider-Man: Far From Home | Werner Böhnke                                                         |
| E.D.I.T.H.                                               | Dawn Michelle King                                                          | Spider-Man: Far From Home | Melanie Hinze                                                         |
| Guterman                                                 | Nicholas Gleaves                                                            | Spider-Man: Far From Home | Rafael Albert                                                         |
| Janice                                                   | Claire Rushbrook                                                            | Spider-Man: Far From Home |                                                                       |
| Josh                                                     | Joshua Sinclair-Evans                                                       | Spider-Man: Far From Home |                                                                       |
| Sebastian                                                | Sebastian Viveros                                                           | Spider-Man: Far From Home |                                                                       |
| Tyler                                                    | Tyler Luke Cunningham                                                       | Spider-Man: Far From Home |                                                                       |
| Victoria                                                 | Clare Dunne                                                                 | Spider-Man: Far From Home | Isabella Vinet                                                        |
| Yasmin                                                   | Yasmin Mwanza                                                               | Spider-Man: Far From Home |                                                                       |
| Zach                                                     | Zach Barack                                                                 | Spider-Man: Far From Home | Julian Tennstedt                                                      |
| Zoha                                                     | Zoha Rahman                                                                 | Spider-Man: Far From Home |                                                                       |
| William „Billy“ Maximoff / Wiccan                        | Julian Hilliard (10 Jahre)                                                  | WandaVision; Doctor Strange in the Multiverse of Madness | Niklas Gebendorfer                                                    |
| William „Billy“ Maximoff / Wiccan                        | Baylen Bielitz (5 Jahre)                                                    | WandaVision |                                                                       |
| William „Billy“ Maximoff / Wiccan                        | Joe Locke                                                                   | Agatha All Along | Leonard Rosemann                                                      |
| Agnes / Agatha Harkness                                  | Kathryn Hahn                                                                | WandaVision; Agatha All Along; What If…? | Kathrin Gaube                                                         |
| Thomas „Tommy“ Maximoff / Speed                          | Jett Klyne (10 Jahre)                                                       | WandaVision; Doctor Strange in the Multiverse of Madness | Benedikt Kienle                                                       |
| Thomas „Tommy“ Maximoff / Speed                          | Gavin Borders (5 Jahre)                                                     | WandaVision |                                                                       |
| Dennis der Postbote                                      | Amos Glick                                                                  | WandaVision; Agatha All Along | Armin Hägele 3 Wolfgang Haas 4                                        |
| Dottie Jones / Sarah Proctor                             | Emma Caulfield                                                              | WandaVision; Agatha All Along | Natascha Geisler                                                      |
| Evanora Harkness                                         | Kate Forbes                                                                 | WandaVision; Agatha All Along | Madeleine Stolze                                                      |
| Mrs. Hart / Sharon Davis                                 | Debra Jo Rupp                                                               | WandaVision; Agatha All Along | Uschi Wolff                                                           |
| Herbert „Herb“ / John Collins                            | David Payton                                                                | WandaVision; Agatha All Along | Pascal Fligg                                                          |
| Norm / Abilash Tandon                                    | Asif Ali                                                                    | WandaVision; Agatha All Along | Jan Sebastian Makino                                                  |
| Phil Jones / Harold Proctor                              | David Lengel                                                                | WandaVision; Agatha All Along | Jochen Paletschek                                                     |
| Pietro Maximoff / Ralph Bohner                           | Evan Peters                                                                 | WandaVision; Agatha All Along | Julius Jellinek                                                       |
| Arthur Hart / Todd Davis                                 | Fred Melamed                                                                | WandaVision | Gudo Hoegel                                                           |
| Beverly / Isabel Matsueda                                | Jolene Purdy                                                                | WandaVision | Katharina Friedl                                                      |
| Director Tyler Hayward                                   | Josh Stamberg                                                               | WandaVision | Christian Weygand                                                     |
| Valentina Allegra de Fontaine                            | Julia Louis-Dreyfus                                                         | The Falcon and the Winter Soldier; Black Widow; Black Panther: Wakanda Forever; Thunderbolts* | Silvia Mißbach                                                        |
| John Walker / Captain America / U.S. Agent               | Wyatt Russell                                                               | The Falcon and the Winter Soldier; What If…?; Thunderbolts* | Marcel Collé                                                          |
| Isaiah Bradley                                           | Carl Lumbly                                                                 | The Falcon and the Winter Soldier; Captain America: Brave New World | Uli Krohm                                                             |
| Joaquin Torres / Falcon                                  | Danny Ramirez                                                               | The Falcon and the Winter Soldier; Captain America: Brave New World | Julian Tennstedt                                                      |
| Olivia Walker                                            | Gabrielle Byndloss                                                          | The Falcon and the Winter Soldier; Thunderbolts* | Laurine Betz                                                          |
| Dr. Christina Raynor                                     | Amy Aquino                                                                  | The Falcon and the Winter Soldier | Daniela Hoffmann                                                      |
| Dovich                                                   | Desmond Chiam                                                               | The Falcon and the Winter Soldier | Florian Clyde                                                         |
| Karli Morgenthau                                         | Erin Kellyman                                                               | The Falcon and the Winter Soldier | Giovanna Winterfeldt                                                  |
| Leah                                                     | Miki Ishikawa                                                               | The Falcon and the Winter Soldier | Katharina Schwarzmaier                                                |
| Lemar Hoskins / Battlestar                               | Clé Bennett                                                                 | The Falcon and the Winter Soldier | Marios Gavrilis                                                       |
| Nico                                                     | Noah Mills                                                                  | The Falcon and the Winter Soldier | Dennis Herrmann 3 Florian Hoffmann 4                                  |
| Sarah Wilson                                             | Adepero Oduye                                                               | The Falcon and the Winter Soldier | Magdalena Helmig                                                      |
| Jener, der bleibt / Kang der Eroberer                    | Jonathan Majors                                                             | Loki; Ant-Man and the Wasp: Quantumania | Tyron Ricketts 3 Daniel Welbat 4                                      |
| Mobius M. Mobius                                         | Owen Wilson                                                                 | Loki; Ant-Man and the Wasp: Quantumania | Philipp Moog                                                          |
| Miss Minutes                                             | Tara Strong (Stimme)                                                        | Loki | Lina Rabea Mohr                                                       |
| Mainframe                                                | Tara Strong (Stimme)                                                        | Guardians of the Galaxy Vol. 3 | Jenny Löffler                                                         |
| Dr. Verity Willis / Hunter B-15                          | Wunmi Mosaku                                                                | Loki; Deadpool & Wolverine | Anja Stadlober                                                        |
| Casey / Hunter K-5E                                      | Eugene Cordero                                                              | Loki | Dirk Petrick                                                          |
| General Dox                                              | Kate Dickie                                                                 | Loki | Harriet Kracht                                                        |
| Richterin Gamble                                         | Liz Carr                                                                    | Loki | Denise Gorzelanny                                                     |
| Hunter C-20                                              | Sasha Lane                                                                  | Loki | Victoria Frenz                                                        |
| Hunter D-90                                              | Neil Ellice                                                                 | Loki | Stefan Bräuler 3                                                      |
| Hunter X-5                                               | Rafael Casal                                                                | Loki | Arne Stephan                                                          |
| Junger Loki                                              | Jack Veal                                                                   | Loki | Matti Östen Solvik                                                    |
| Klassischer Loki                                         | Richard E. Grant                                                            | Loki | Hans Bayer                                                            |
| Ouroboros „O. B.“                                        | Ke Huy Quan                                                                 | Loki | Jan Makino                                                            |
| Prahlerischer Loki                                       | Deobia Oparei                                                               | Loki | Daniel Welbat                                                         |
| Ravonna Renslayer                                        | Gugu Mbatha-Raw                                                             | Loki | Katharina Schwarzmaier                                                |
| Sylvie Laufeydottir                                      | Sophia Di Martino                                                           | Loki | Sonja Spuhl                                                           |
| Sylvie Laufeydottir                                      | Cailey Fleming (jung)                                                       | Loki | Noa Sarah Hadad                                                       |
| Throg                                                    | Chris Hemsworth                                                             | Loki 2 | – 1                                                                   |
| Yelena Belova                                            | Florence Pugh                                                               | Black Widow; Hawkeye; Thunderbolts* | Ronja Peters                                                          |
| Yelena Belova                                            | Violet McGraw (jung)                                                        | Black Widow; Thunderbolts* | Helena Raspe                                                          |
| Alexei Shostakov / Red Guardian                          | David Harbour                                                               | Black Widow; What If…?; Thunderbolts* | Peter Flechtner                                                       |
| Widow                                                    | Jade Xu                                                                     | Black Widow; Shang-Chi and the Legend of the Ten Rings | – 2                                                                   |
| Rick Mason                                               | O. T. Fagbenle                                                              | Black Widow; Secret Invasion | Tim Knauer                                                            |
| Melina Vostokoff                                         | Rachel Weisz                                                                | Black Widow | Bettina Weiß                                                          |
| Melina Vostokoff                                         | Kari Wahlgren (Stimme)                                                      | What If…? | Jana Kozewa                                                           |
| General Dreykov                                          | Ray Winstone                                                                | Black Widow | Axel Lutter                                                           |
| General Dreykov                                          | Piotr Michael (Stimme)                                                      | What If…? | Axel Lutter                                                           |
| Antonia Dreykov / Taskmaster                             | Olga Kurylenko                                                              | Black Widow; Thunderbolts* | Natascha Geisler                                                      |
| Antonia Dreykov / Taskmaster                             | Ryan Kiera Armstrong (jung)                                                 | Black Widow; Thunderbolts* | – 2                                                                   |
| Ingrid                                                   | Nanna Blondell                                                              | Black Widow | Birte Baumgardt                                                       |
| Ingrid                                                   | Jordyn Curet (jung)                                                         | Black Widow |                                                                       |
| Der Watcher                                              | Jeffrey Wright (Stimme)                                                     | What If…?; Ich bin Groot | Oliver Stritzel                                                       |
| Byrdie                                                   | Natasha Lyonne (Stimme)                                                     | What If…? | Nora Kunzendorf                                                       |
| Col. Flynn                                               | Bradley Whitford (Stimme)                                                   | What If…? | Uve Teschner                                                          |
| Die Eminenz                                              | Jason Isaacs (Stimme)                                                       | What If…? | Wolfgang Wagner                                                       |
| Kahhori                                                  | Devery Jacobs (Stimme)                                                      | What If…? | Franciska Friede                                                      |
| Nazi-General                                             | Darrell Hammond (Stimme)                                                    | What If…? | Hanns-Jörg Krumpholz                                                  |
| O’Bengh                                                  | Ike Amadi (Stimme)                                                          | What If…? | Christoph Drobig                                                      |
| Ororo Munroe / Storm                                     | Alison Sealy-Smith (Stimme)                                                 | What If…? | Melanie Hinze                                                         |
| The Executioner                                          | Darin DePaul (Stimme)                                                       | What If…? | Hubert Burczek                                                        |
| The Incarnate                                            | D. C. Douglas (Stimme)                                                      | What If…? | Torsten Sense                                                         |
| Shaun / Xu Shang-Chi                                     | Simu Liu                                                                    | Shang-Chi and the Legend of the Ten Rings; What If…? | Timo Weisschnur                                                       |
| Shaun / Xu Shang-Chi                                     | Arnold Sun (14 Jahre)                                                       | Shang-Chi and the Legend of the Ten Rings; What If…? | Finn Posthumus                                                        |
| Shaun / Xu Shang-Chi                                     | Jayden Zhang (7 Jahre)                                                      | Shang-Chi and the Legend of the Ten Rings; What If…? |                                                                       |
| Xu Xialing                                               | Meng’er Zhang                                                               | Shang-Chi and the Legend of the Ten Rings; What If…? | Nicole Hannak                                                         |
| Xu Xialing                                               | Harmonie He (jung)                                                          | Shang-Chi and the Legend of the Ten Rings; What If…? |                                                                       |
| Xu Xialing                                               | Elodie Fong (jung)                                                          | Shang-Chi and the Legend of the Ten Rings; What If…? |                                                                       |
| Ying Nan                                                 | Michelle Yeoh                                                               | Shang-Chi and the Legend of the Ten Rings | Sabine Falkenberg                                                     |
| Ying Nan                                                 | Michelle Wong (Stimme)                                                      | What If…? | Sabine Falkenberg                                                     |
| Mrs. Chen                                                | Jodi Long                                                                   | Shang-Chi and the Legend of the Ten Rings | Katharina Koschny                                                     |
| Death Dealer                                             | Andy Le                                                                     | Shang-Chi and the Legend of the Ten Rings | – 2                                                                   |
| Gao Lei                                                  | Fernando Chien                                                              | Shang-Chi and the Legend of the Ten Rings | – 2                                                                   |
| Guang Bo                                                 | Yuen Wah                                                                    | Shang-Chi and the Legend of the Ten Rings | – 1                                                                   |
| Kanzler Hui                                              | Paul W. He                                                                  | Shang-Chi and the Legend of the Ten Rings |                                                                       |
| John                                                     | Kunal Dudheker                                                              | Shang-Chi and the Legend of the Ten Rings |                                                                       |
| Jon Jon                                                  | Ronny Chieng                                                                | Shang-Chi and the Legend of the Ten Rings | Jesco Wirthgen                                                        |
| Katy                                                     | Awkwafina                                                                   | Shang-Chi and the Legend of the Ten Rings | Maria Hönig                                                           |
| Klev                                                     | Zach Cherry                                                                 | Shang-Chi and the Legend of the Ten Rings |                                                                       |
| Morris                                                   | Dee Bradley Baker (Stimme)                                                  | Shang-Chi and the Legend of the Ten Rings | – 1                                                                   |
| Razor Fist                                               | Florian Munteanu                                                            | Shang-Chi and the Legend of the Ten Rings | Dennis Sandmann                                                       |
| Ruihua                                                   | Dallas Liu                                                                  | Shang-Chi and the Legend of the Ten Rings |                                                                       |
| Soo                                                      | Stephanie Hsu                                                               | Shang-Chi and the Legend of the Ten Rings |                                                                       |
| Waipo                                                    | Tsai Chin                                                                   | Shang-Chi and the Legend of the Ten Rings | – 1                                                                   |
| Xu Wenwu / Der Mandarin                                  | Tony Leung                                                                  | Shang-Chi and the Legend of the Ten Rings | Patrick Winczewski                                                    |
| Ying Li                                                  | Fala Chen                                                                   | Shang-Chi and the Legend of the Ten Rings | – 1                                                                   |
| Arishem                                                  | David Kaye (Stimme)                                                         | Eternals; What If…? | Dieter Memel Dirk Bublies 10                                          |
| Kingo                                                    | Kumail Nanjiani                                                             | Eternals; What If…? | Sebastian Schulz                                                      |
| Ajak                                                     | Salma Hayek                                                                 | Eternals | Christin Marquitan                                                    |
| Ben                                                      | Haaz Sleiman                                                                | Eternals |                                                                       |
| Dane Whitman                                             | Kit Harington                                                               | Eternals | Patrick Roche                                                         |
| Druig                                                    | Barry Keoghan                                                               | Eternals | Konrad Bösherz                                                        |
| Eric Brooks / Blade                                      | Mahershala Ali (Stimme)                                                     | Eternals | Martin Kautz                                                          |
| Eros / Starfox                                           | Harry Styles                                                                | Eternals | Tobias Diakow                                                         |
| Gilgamesh                                                | Ma Dong-seok                                                                | Eternals | Daniel Welbat                                                         |
| Ikaris                                                   | Richard Madden                                                              | Eternals | Fabian Oscar Wien                                                     |
| Jack                                                     | Esai Daniel Cross                                                           | Eternals | Linus Drews                                                           |
| Karun Patel                                              | Harish Patel                                                                | Eternals | Stefan Gossler                                                        |
| Kro                                                      | Bill Skarsgård                                                              | Eternals | Martin Keßler                                                         |
| Makkari                                                  | Lauren Ridloff                                                              | Eternals | – 2                                                                   |
| mesopotamischer Junge                                    | Zain Al Rafeea                                                              | Eternals | – 2                                                                   |
| Pip der Troll                                            | Patton Oswalt                                                               | Eternals | Hans Hohlbein                                                         |
| Phastos                                                  | Brian Tyree Henry                                                           | Eternals | Matti Klemm                                                           |
| Sersi                                                    | Gemma Chan                                                                  | Eternals | Leonie Dubuc                                                          |
| Sprite                                                   | Lia McHugh                                                                  | Eternals | Derya Flechtner                                                       |
| Thena                                                    | Angelina Jolie                                                              | Eternals | Marion von Stengel                                                    |
| Kate Bishop / Hawkeye                                    | Hailee Steinfeld                                                            | Hawkeye; The Marvels; What If…? | Lena Schmidtke                                                        |
| Kate Bishop / Hawkeye                                    | Clara Stack (jung)                                                          | Hawkeye | Chiara Moon Schalla                                                   |
| Wilson Fisk / Kingpin                                    | Vincent D’Onofrio                                                           | Hawkeye; Echo; Daredevil: Born Again | Detlef Bierstedt 3 Christian Weygand 4                                |
| Maya Lopez / Echo                                        | Alaqua Cox                                                                  | Hawkeye; Echo | – 2                                                                   |
| Maya Lopez / Echo                                        | Darnell Besaw (jung)                                                        | Hawkeye; Echo | – 2                                                                   |
| William Lopez                                            | Zahn McClarnon                                                              | Hawkeye; Echo | Jens-Uwe Bogadtke                                                     |
| Jack Duquesne                                            | Tony Dalton                                                                 | Hawkeye; Daredevil: Born Again | Alexander Doering                                                     |
| Armand Duquesne III.                                     | Simon Callow                                                                | Hawkeye | Lutz Riedel                                                           |
| Derek Bishop                                             | Brian d’Arcy James                                                          | Hawkeye | Bernhard Völger                                                       |
| Eleanor Bishop                                           | Vera Farmiga                                                                | Hawkeye | Svantje Wascher                                                       |
| Ivan                                                     | Aleks Paunovic                                                              | Hawkeye | Stefan Bräuler                                                        |
| Kazi Kazimierczak                                        | Fra Fee                                                                     | Hawkeye | Max Felder                                                            |
| Kazi Kazimierczak                                        | Phoenix Crepin (jung)                                                       | Hawkeye | – 2                                                                   |
| Tomas                                                    | Piotr Adamczyk                                                              | Hawkeye | Michael Kuehl                                                         |
| Matt Murdock / Daredevil                                 | Charlie Cox                                                                 | Spider-Man: No Way Home; She-Hulk: Die Anwältin; Echo; Der freundliche Spider-Man aus der Nachbarschaft; Daredevil: Born Again | Tim Knauer                                                            |
| Agent Cleary                                             | Arian Moayed                                                                | Spider-Man: No Way Home; Ms. Marvel | Julius Jellinek                                                       |
| Dr. Curt Connors / Lizard                                | Rhys Ifans                                                                  | Spider-Man: No Way Home | Tom Vogt                                                              |
| Dr. Curt Connors / Lizard                                | Zehra Fazal (Stimme)                                                        | Der freundliche Spider-Man aus der Nachbarschaft | Giuliana Jakobeit                                                     |
| Norman Osborn / Grüner Kobold                            | Willem Dafoe                                                                | Spider-Man: No Way Home | Reiner Schöne                                                         |
| Norman Osborn / Grüner Kobold                            | Colman Domingo (Stimme)                                                     | Der freundliche Spider-Man aus der Nachbarschaft | Gerrit Hamann                                                         |
| Dr. Otto Octavius / Doc Ock                              | Alfred Molina                                                               | Spider-Man: No Way Home | Roland Hemmo                                                          |
| Dr. Otto Octavius / Doc Ock                              | Hugh Dancy (Stimme)                                                         | Der freundliche Spider-Man aus der Nachbarschaft | Tobias Lelle                                                          |
| Eddie Brock / Venom                                      | Tom Hardy                                                                   | Spider-Man: No Way Home | Torben Liebrecht                                                      |
| Flint Marko / Sandmann                                   | Thomas Haden Church                                                         | Spider-Man: No Way Home | Milton Welsh                                                          |
| Max Dillon / Electro                                     | Jamie Foxx                                                                  | Spider-Man: No Way Home | Charles Rettinghaus                                                   |
| Peter Parker / Spider-Man                                | Andrew Garfield                                                             | Spider-Man: No Way Home | Nico Sablik                                                           |
| Peter Parker / Spider-Man                                | Tobey Maguire                                                               | Spider-Man: No Way Home | Marius Clarén                                                         |
| stellv. MIT-Rektorin                                     | Paula Newsome                                                               | Spider-Man: No Way Home | Peggy Sander                                                          |
| Steven Grant / Marc Spector / Jake Lockley / Moon Knight | Oscar Isaac                                                                 | Moon Knight; What If…? | Alexander Doering                                                     |
| Steven Grant / Marc Spector / Jake Lockley / Moon Knight | Carlos Sanchez (Kind)                                                       | Moon Knight; What If…? | Tony Wegewitz                                                         |
| Steven Grant / Marc Spector / Jake Lockley / Moon Knight | David Jake Rodriguez (Teenager)                                             | Moon Knight; What If…? | Jonas Schmidt-Foß                                                     |
| Ammit                                                    | Saba Mubarak (Stimme)                                                       | Moon Knight | Claudia Urbschat-Mingues                                              |
| Ammit                                                    | Sofia Danu (Darstellerin)                                                   | Moon Knight | Claudia Urbschat-Mingues                                              |
| Anton Mogart                                             | Gaspard Ulliel                                                              | Moon Knight | Julien Haggège                                                        |
| Arthur Harrow                                            | Ethan Hawke                                                                 | Moon Knight | Frank Schaff                                                          |
| Billy / Fitzgerald                                       | David Ganly                                                                 | Moon Knight | Marko Bräutigam                                                       |
| Bobbi / Kennedy                                          | Ann Akinjirin                                                               | Moon Knight | Birte Baumgardt                                                       |
| Elias Spector                                            | Rey Lucas                                                                   | Moon Knight | Matthias Deutelmoser                                                  |
| Khonshu                                                  | F. Murray Abraham (Stimme)                                                  | Moon Knight | Lutz Riedel                                                           |
| Khonshu                                                  | Karim El Hakim (Darsteller)                                                 | Moon Knight | Lutz Riedel                                                           |
| Layla El-Faouly / Scarlet Scarab                         | May Calamawy                                                                | Moon Knight | Özge Kayalar                                                          |
| Selim                                                    | Khalid Abdalla                                                              | Moon Knight | Wolfgang Wagner                                                       |
| Taweret                                                  | Antonia Salib                                                               | Moon Knight | Tua El-Fawwal                                                         |
| Wendy Spector                                            | Fernanda Andrade                                                            | Moon Knight | Dina Kürten                                                           |
| America Chavez / Miss America                            | Xochitl Gomez                                                               | Doctor Strange in the Multiverse of Madness | Zalina Sanchez                                                        |
| Blackagar Boltagon / Black Bolt                          | Anson Mount                                                                 | Doctor Strange in the Multiverse of Madness | Johannes Berenz                                                       |
| Charles Xavier / Professor X                             | Patrick Stewart                                                             | Doctor Strange in the Multiverse of Madness | Kaspar Eichel                                                         |
| Charlie                                                  | Ako Mitchell                                                                | Doctor Strange in the Multiverse of Madness | – 2                                                                   |
| Clea                                                     | Charlize Theron                                                             | Doctor Strange in the Multiverse of Madness | Bianca Krahl                                                          |
| Pizzaverkäufer                                           | Bruce Campbell                                                              | Doctor Strange in the Multiverse of Madness | Frank Röth                                                            |
| Reed Richards / Mr. Fantastic                            | John Krasinski                                                              | Doctor Strange in the Multiverse of Madness | Till Endemann                                                         |
| Rintrah                                                  | Adam Hugill                                                                 | Doctor Strange in the Multiverse of Madness | Sven Brieger                                                          |
| Sara                                                     | Sheila Atim                                                                 | Doctor Strange in the Multiverse of Madness | Annabelle Mandeng                                                     |
| Yusuf Khan                                               | Mohan Kapur                                                                 | Ms. Marvel; The Marvels; Daredevil: Born Again | Axel Strothmann                                                       |
| Aamir Khan                                               | Saagar Shaikh                                                               | Ms. Marvel; The Marvels | Florian Hoffmann                                                      |
| Kamala Khan / Ms. Marvel                                 | Iman Vellani                                                                | Ms. Marvel; The Marvels | Clara Drews                                                           |
| Muneeba Khan                                             | Zenobia Shroff                                                              | Ms. Marvel; The Marvels | Silvia Mißbach                                                        |
| Aadam                                                    | Ali Alsaleh                                                                 | Ms. Marvel | Dennis Sandmann                                                       |
| Agent Sadie Deever                                       | Alysia Reiner                                                               | Ms. Marvel | Daniela Thuar                                                         |
| Aisha                                                    | Mehwish Hayat                                                               | Ms. Marvel | Nana Spier                                                            |
| Bruno Carrelli                                           | Matt Lintz                                                                  | Ms. Marvel | Oliver Szerkus                                                        |
| Fariha                                                   | Adaku Ononogbo                                                              | Ms. Marvel | Dana Friedrich                                                        |
| Hasan                                                    | Fawad Khan                                                                  | Ms. Marvel | Yannik Raiss                                                          |
| Kamran                                                   | Rish Shah                                                                   | Ms. Marvel | Jonas Lauenstein                                                      |
| Kareem / Red Dagger                                      | Aramis Knight                                                               | Ms. Marvel | Hannes Maurer                                                         |
| Nakia Bahadir                                            | Yasmeen Fletcher                                                            | Ms. Marvel | Julie Bonas                                                           |
| Najaf                                                    | Azhar Usman                                                                 | Ms. Marvel | Samir Fuchs                                                           |
| Najma                                                    | Nimra Bucha                                                                 | Ms. Marvel | Silke Matthias                                                        |
| Ruby                                                     | Anjali Bhimani                                                              | Ms. Marvel | Dorette Hugo                                                          |
| Saleem                                                   | Dan Carter                                                                  | Ms. Marvel |                                                                       |
| Sana                                                     | Samina Ahmed                                                                | Ms. Marvel | Kornelia Boje                                                         |
| Scheich Abdullah                                         | Laith Nakli                                                                 | Ms. Marvel | Tayfun Bademsoy                                                       |
| Shirin                                                   | Sakina Jaffrey                                                              | Ms. Marvel | Sabine Arnhold                                                        |
| Tyesha                                                   | Travina Springer                                                            | Ms. Marvel | Damineh Hojat                                                         |
| Waleed                                                   | Farhan Akhtar                                                               | Ms. Marvel | Karim Chamlali                                                        |
| Zoe Zimmer                                               | Laurel Marsden                                                              | Ms. Marvel | Franziska Trunte                                                      |
| Zeus                                                     | Russell Crowe                                                               | Thor: Love and Thunder | Martin Umbach                                                         |
| Zeus                                                     | Darin DePaul (Stimme)                                                       | What If…? | Sven Brieger                                                          |
| Astrid / Axl                                             | Kieron L. Dyer                                                              | Thor: Love and Thunder | Marlon Mottschall                                                     |
| Grace                                                    | Eliza Matengu                                                               | Thor: Love and Thunder | Elisa Bannat                                                          |
| Darryl Jacobson                                          | Daley Pearson                                                               | Thor: Love and Thunder | Michael Ernst                                                         |
| Dionysos                                                 | Simon Russell Beale                                                         | Thor: Love and Thunder | Pierre Peters-Arnolds                                                 |
| Gorr der Götterschlächter                                | Christian Bale                                                              | Thor: Love and Thunder | David Nathan                                                          |
| Hela-Darstellerin                                        | Melissa McCarthy                                                            | Thor: Love and Thunder | Anke Reitzenstein                                                     |
| Herkules                                                 | Brett Goldstein                                                             | Thor: Love and Thunder | Georgios Tzitzikos                                                    |
| Love                                                     | India Hemsworth                                                             | Thor: Love and Thunder | Emma Pistor                                                           |
| Rapu                                                     | Jonathan Brugh                                                              | Thor: Love and Thunder | Lutz Schnell                                                          |
| Theaterstück-Regisseur                                   | Ben Falcone                                                                 | Thor: Love and Thunder | – 2                                                                   |
| König Yakan                                              | Stephen Curry                                                               | Thor: Love and Thunder | Christian Intorp                                                      |
| Augustus Pugliese                                        | Josh Segarra                                                                | She-Hulk: Die Anwältin | Valentin Stilu                                                        |
| Donny Blaze                                              | Rhys Coiro                                                                  | She-Hulk: Die Anwältin | Dennis Herrmann                                                       |
| Dennis Bukowski                                          | Drew Matthews                                                               | She-Hulk: Die Anwältin | Dirk Stollberg                                                        |
| Elaine Walters                                           | Tess Malis Kincaid                                                          | She-Hulk: Die Anwältin | Arianne Borbach                                                       |
| Holden Holliway                                          | Steve Coulter                                                               | She-Hulk: Die Anwältin | Tilmar Kuhn 3 Erich Räuker 4                                          |
| Jennifer Walters / She-Hulk                              | Tatiana Maslany                                                             | She-Hulk: Die Anwältin | Friederike Walke                                                      |
| Luke Jacobsen                                            | Griffin Matthews                                                            | She-Hulk: Die Anwältin | Jan Makino                                                            |
| Mary MacPherran / Titania                                | Jameela Jamil                                                               | She-Hulk: Die Anwältin | Jessica Rust                                                          |
| Mallory Book                                             | Renée Elise Goldsberry                                                      | She-Hulk: Die Anwältin | Jana Kozewa                                                           |
| Morris Walters                                           | Mark Linn-Baker                                                             | She-Hulk: Die Anwältin | Hanns-Jörg Krumpholz                                                  |
| Nikki Ramos                                              | Ginger Gonzaga                                                              | She-Hulk: Die Anwältin | Magdalena Höfner                                                      |
| Todd Phelps                                              | Jon Bass                                                                    | She-Hulk: Die Anwältin | Oscar Räuker                                                          |
| Riri Williams / Ironheart                                | Dominique Thorne                                                            | Black Panther: Wakanda Forever; What If…?; Ironheart | Samina König                                                          |
| Aneka                                                    | Michaela Coel                                                               | Black Panther: Wakanda Forever | Alexandrine Joseph                                                    |
| Attuma                                                   | Alex Livinalli                                                              | Black Panther: Wakanda Forever | – 1                                                                   |
| US-Außenminister                                         | Richard Schiff                                                              | Black Panther: Wakanda Forever | Reinhard Kuhnert                                                      |
| Dr. Graham                                               | Lake Bell                                                                   | Black Panther: Wakanda Forever | Uschi Hugo                                                            |
| König Namor                                              | Tenoch Huerta                                                               | Black Panther: Wakanda Forever | Robert Glatzeder                                                      |
| Namora                                                   | Mabel Cadena                                                                | Black Panther: Wakanda Forever | – 1                                                                   |
| Smitty                                                   | Robert John Burke                                                           | Black Panther: Wakanda Forever | Jens-Uwe Bogadtke                                                     |
| Jentorra                                                 | Katy O’Brian                                                                | Ant-Man and the Wasp: Quantumania | Laurine Betz                                                          |
| Lord Krylar                                              | Bill Murray                                                                 | Ant-Man and the Wasp: Quantumania | Stefan Fredrich                                                       |
| Quaz                                                     | William Jackson Harper                                                      | Ant-Man and the Wasp: Quantumania | Tino Mewes                                                            |
| Adam Warlock                                             | Will Poulter                                                                | Guardians of the Galaxy Vol. 3 | Sebastian Kluckert                                                    |
| Cosmo der Weltraumhund                                   | Marija Bakalowa (Stimme)                                                    | Guardians of the Galaxy Vol. 3 | Friedel Morgenstern                                                   |
| Floor                                                    | Mikaela Hoover (Stimme)                                                     | Guardians of the Galaxy Vol. 3 | Daniela Reidies                                                       |
| High Evolutionary                                        | Chukwudi Iwuji                                                              | Guardians of the Galaxy Vol. 3 | Oliver Feld                                                           |
| Master Karja                                             | Nathan Fillion                                                              | Guardians of the Galaxy Vol. 3 | Tobias Kluckert                                                       |
| Recorder Theel                                           | Nico Santos                                                                 | Guardians of the Galaxy Vol. 3 | Christian Gaul                                                        |
| Recorder Vim                                             | Miriam Shor                                                                 | Guardians of the Galaxy Vol. 3 | Birte Baumgardt                                                       |
| Teefs                                                    | Asim Chaudhry (Stimme)                                                      | Guardians of the Galaxy Vol. 3 | Jan-Marten Block                                                      |
| Ura                                                      | Daniela Melchior                                                            | Guardians of the Galaxy Vol. 3 | Nora Kunzendorf                                                       |
| Brogan                                                   | Ben Peel                                                                    | Secret Invasion | Tim Schwarzmaier                                                      |
| Chris Stearns                                            | Christopher McDonald                                                        | Secret Invasion | André Röhner                                                          |
| G’iah                                                    | Emilia Clarke                                                               | Secret Invasion | Gabrielle Pietermann                                                  |
| Gravik                                                   | Kingsley Ben-Adir                                                           | Secret Invasion | Vincent Fallow                                                        |
| Pagon                                                    | Killian Scott                                                               | Secret Invasion | Sascha Krüger                                                         |
| Pamela Lawton                                            | Anna Madeley                                                                | Secret Invasion | Anja Nestler                                                          |
| Agent Prescod                                            | Richard Dormer                                                              | Secret Invasion | Jens-Uwe Bogadtke                                                     |
| Priscilla Fury / Varra                                   | Charlayne Woodard                                                           | Secret Invasion | Heike Schroetter                                                      |
| US-Präsident Ritson                                      | Dermot Mulroney                                                             | Secret Invasion | Dieter Memel                                                          |
| Rosa Doyle                                               | Katie Finneran                                                              | Secret Invasion | Verena Runna                                                          |
| Shirley Sagar                                            | Seeta Indrani                                                               | Secret Invasion | Nina Herting                                                          |
| Sonya Falsworth                                          | Olivia Colman                                                               | Secret Invasion | Christin Marquitan                                                    |
| Dar-Benn                                                 | Zawe Ashton                                                                 | The Marvels | Nurcan Özdemir                                                        |
| Kaiser Dro’ge                                            | Gary Lewis                                                                  | The Marvels | Erich Räuker                                                          |
| Dr. Hank McCoy / Beast                                   | Kelsey Grammer                                                              | The Marvels | Hanns-Jörg Krumpholz                                                  |
| Ty-Rone                                                  | Daniel Ings                                                                 | The Marvels | Nils Nelleßen                                                         |
| Prinz Yan                                                | Park Seo-joon                                                               | The Marvels | Arne Stephan                                                          |
| Biscuits                                                 | Cody Lightning                                                              | Echo | Tobias Nath                                                           |
| Bonnie                                                   | Devery Jacobs                                                               | Echo | Jennifer Weiß                                                         |
| Chula                                                    | Tantoo Cardinal                                                             | Echo | Denise Gorzelanny                                                     |
| Henry Lopez                                              | Chaske Spencer                                                              | Echo | Thomas Wenke                                                          |
| Skully                                                   | Graham Greene                                                               | Echo | Ronald Nitschke                                                       |
| Azazel                                                   | Eduardo Gago Munoz                                                          | Deadpool & Wolverine |                                                                       |
| Blind Al                                                 | Leslie Uggams                                                               | Deadpool & Wolverine | Denise Gorzelanny                                                     |
| Buck                                                     | Randal Reeder                                                               | Deadpool & Wolverine | Marko Bräutigam                                                       |
| Bullseye                                                 | Curtis Small                                                                | Deadpool & Wolverine |                                                                       |
| Cain Marko / Juggernaut                                  | Aaron W. Reed                                                               | Deadpool & Wolverine | Milton Welsh                                                          |
| Cassandra Nova                                           | Emma Corrin                                                                 | Deadpool & Wolverine | Magdalena Höfner                                                      |
| Cavillrine                                               | Henry Cavill                                                                | Deadpool & Wolverine | Alexander Doering                                                     |
| Cowboypool                                               | Matthew McConaughey (Stimme)                                                | Deadpool & Wolverine | Benjamin Völz                                                         |
| Dopinder                                                 | Karan Soni                                                                  | Deadpool & Wolverine | Marius Clarén                                                         |
| Elektra Natchios                                         | Jennifer Garner                                                             | Deadpool & Wolverine | Claudia Urbschat-Mingues                                              |
| Ellie Phimister / Negasonic Teenage Warhead              | Brianna Hildebrand                                                          | Deadpool & Wolverine | Maximiliane Häcke                                                     |
| Eric Brooks / Blade                                      | Wesley Snipes                                                               | Deadpool & Wolverine | Torsten Michaelis                                                     |
| Frederick Dukes / Blob                                   | Mike Waters                                                                 | Deadpool & Wolverine |                                                                       |
| Gaveedra Seven / Shatterstar                             | Lewis Tan                                                                   | Deadpool & Wolverine | Jan Pohl                                                              |
| Headpool                                                 | Nathan Fillion (Stimme)                                                     | Deadpool & Wolverine | Tobias Kluckert                                                       |
| John Allerdyce / Pyro                                    | Aaron Stanford                                                              | Deadpool & Wolverine | Norman Matt                                                           |
| Johnny Storm / Die menschliche Fackel                    | Chris Evans                                                                 | Deadpool & Wolverine | Benedikt Weber                                                        |
| Lady Deadpool                                            | Blake Lively (Stimme)                                                       | Deadpool & Wolverine | Dascha Lehmann                                                        |
| Lady Deathstrike                                         | Jade Lye                                                                    | Deadpool & Wolverine |                                                                       |
| Laura / X-23                                             | Dafne Keen                                                                  | Deadpool & Wolverine | Zalina Sanchez Decke                                                  |
| Logan / Wolverine                                        | Hugh Jackman                                                                | Deadpool & Wolverine | Thomas Nero Wolff                                                     |
| Mr. Paradox                                              | Matthew Macfadyen                                                           | Deadpool & Wolverine | Manou Lubowski                                                        |
| Peter W.                                                 | Rob Delaney                                                                 | Deadpool & Wolverine | Uve Teschner                                                          |
| Piotr Rasputin / Colossus                                | Stefan Kapičić                                                              | Deadpool & Wolverine | Waléra Kanischtscheff                                                 |
| Psylocke                                                 | Ayesha Hussain                                                              | Deadpool & Wolverine |                                                                       |
| Remy LeBeau / Gambit                                     | Channing Tatum                                                              | Deadpool & Wolverine | Daniel Fehlow                                                         |
| The Russian                                              | Billy Clements                                                              | Deadpool & Wolverine |                                                                       |
| Toad                                                     | Daniel Medina Ramos                                                         | Deadpool & Wolverine |                                                                       |
| Vanessa Carlysle                                         | Morena Baccarin                                                             | Deadpool & Wolverine | Melanie Hinze                                                         |
| Victor Creed / Sabretooth                                | Tyler Mane                                                                  | Deadpool & Wolverine | Tilo Schmitz                                                          |
| Wade Wilson / Deadpool                                   | Ryan Reynolds                                                               | Deadpool & Wolverine | Dennis Schmidt-Foß                                                    |
| Yukio                                                    | Shioli Kutsuna                                                              | Deadpool & Wolverine | Marie-Luise Schramm                                                   |
| Alice Wu-Gulliver                                        | Ali Ahn                                                                     | Agatha All Along | Stephanie Kellner                                                     |
| Eddie                                                    | Miles Gutierrez-Riley                                                       | Agatha All Along | Mio Lechenmayr                                                        |
| Jeff Kaplan                                              | Paul Adelstein                                                              | Agatha All Along | Christian Baumann                                                     |
| Jennifer Kale                                            | Sasheer Zamata                                                              | Agatha All Along | Sophie Rogall                                                         |
| Lilia Calderu                                            | Patti LuPone                                                                | Agatha All Along | Marina Köhler                                                         |
| Lilias Maestra                                           | Laura Boccaletti                                                            | Agatha All Along | Bettina Kenter                                                        |
| Nicholas Scratch                                         | Abel Lysenko                                                                | Agatha All Along | Matti Kortemeier                                                      |
| Rebecca Kaplan                                           | Maria Dizzia                                                                | Agatha All Along | Andrea Wick                                                           |
| Rio Vidal / Der Tod                                      | Aubrey Plaza                                                                | Agatha All Along | Farina Brock                                                          |
| Salem Seven / Vertigo                                    | Okwui Okpokwasili                                                           | Agatha All Along | – 2                                                                   |
| Harry Osborn                                             | Zeno Robinson (Stimme)                                                      | Der freundliche Spider-Man aus der Nachbarschaft | Oliver Szerkus                                                        |
| Lonnie Lincoln / Tombstone                               | Eugene Byrd (Stimme)                                                        | Der freundliche Spider-Man aus der Nachbarschaft | Kaze Uzumaki                                                          |
| Nico Minoru                                              | Grace Song (Stimme)                                                         | Der freundliche Spider-Man aus der Nachbarschaft | Lisa May-Mitsching                                                    |
| Pearl Pangan                                             | Cathy Ang (Stimme)                                                          | Der freundliche Spider-Man aus der Nachbarschaft | Özge Kayalar                                                          |
| Richard Parker                                           | Josh Keaton                                                                 | Der freundliche Spider-Man aus der Nachbarschaft | Hanns-Jörg Krumpholz                                                  |
| Copperhead                                               | Jóhannes Haukur Jóhannesson                                                 | Captain America: Brave New World | Johann Fohl                                                           |
| Leila Taylor                                             | Xosha Roquemore                                                             | Captain America: Brave New World | Janina Isabell Batoly                                                 |
| Premierminister Ozaki                                    | Takehiro Hira                                                               | Captain America: Brave New World | Yusuke Yamasaki                                                       |
| Ruth Bat-Seraph                                          | Shira Haas                                                                  | Captain America: Brave New World | Patricia Strasburger                                                  |
| Seth Voelker / Sidewinder                                | Giancarlo Esposito                                                          | Captain America: Brave New World | Frank Röth                                                            |
| Angela Del Toro                                          | Camila Rodriguez                                                            | Daredevil: Born Again | Dalia Mya Schmidt-Foß                                                 |
| Bastian Cooper / Muse                                    | Hunter Doohan                                                               | Daredevil: Born Again | Henning Nöhren                                                        |
| Benjamin „Dex“ Poindexter / Bullseye                     | Wilson Bethel                                                               | Daredevil: Born Again | Wanja Gerick                                                          |
| BB Urich                                                 | Genneya Walton                                                              | Daredevil: Born Again | Jodie Blank                                                           |
| Buck Cashman                                             | Arty Froushan                                                               | Daredevil: Born Again | Johannes Raspe                                                        |
| Cherry                                                   | Clark Johnson                                                               | Daredevil: Born Again | Sven Brieger                                                          |
| Daniel Blake                                             | Michael Gandolfini                                                          | Daredevil: Born Again | Flemming Stein                                                        |
| Frank Castle / Der Punisher                              | Jon Bernthal                                                                | Daredevil: Born Again | Martin Kautz                                                          |
| Franklin „Foggy“ Nelson                                  | Elden Henson                                                                | Daredevil: Born Again | Julien Haggège                                                        |
| Dr. Heather Glenn                                        | Margarita Levieva                                                           | Daredevil: Born Again | Laurine Betz                                                          |
| Hector Ayala / White Tiger                               | Kamar de los Reyes                                                          | Daredevil: Born Again | Robert Glatzeder                                                      |
| Josie                                                    | Susan Varon                                                                 | Daredevil: Born Again | Nina Herting                                                          |
| Karen Page                                               | Deborah Ann Woll                                                            | Daredevil: Born Again | Ann Vielhaben                                                         |
| Kirsten McDuffie                                         | Nikki M. James                                                              | Daredevil: Born Again | Julia Meynen                                                          |
| Sheila Rivera                                            | Zabryna Guevara                                                             | Daredevil: Born Again | Anna Dramski                                                          |
| Vanessa Marianna-Fisk                                    | Ayelet Zurer                                                                | Daredevil: Born Again | Silke Matthias                                                        |
| Robert „Bob“ Reynolds / Sentry / Void                    | Lewis Pullman                                                               | Thunderbolts* | Patrick Keller                                                        |
| Kongressabgeordneter Gary                                | Wendell Pierce                                                              | Thunderbolts* | Matti Klemm                                                           |
| Holt                                                     | Chris Bauer                                                                 | Thunderbolts* | Erich Räuker                                                          |
| Mel                                                      | Geraldine Viswanathan                                                       | Thunderbolts* | Maresa Sedlmeir                                                       |
| Arthur Robbins                                           | Paul Calderón                                                               | Ironheart | Oliver Siebeck                                                        |
| Joe McGillicuddy / Ezekiel „Zeke“ Stane                  | Alden Ehrenreich                                                            | Ironheart | Ricardo Richter                                                       |
| John                                                     | Manny Montana                                                               | Ironheart | Immanuel Aldag                                                        |
| Mephisto                                                 | Sacha Baron Cohen                                                           | Ironheart | Sven Gerhardt                                                         |
| Natalie Washington / N.A.T.A.L.I.E.                      | Lyric Ross                                                                  | Ironheart | Josephine Martz                                                       |
| Parker Robbins / The Hood                                | Anthony Ramos                                                               | Ironheart | Nicolás Artajo                                                        |
| Ronnie Williams                                          | Anji White                                                                  | Ironheart | Diana Borgwardt                                                       |
| Xavier Washington                                        | Matthew Elam                                                                | Ironheart | Roman Wolko                                                           |
| Ben Grimm / The Thing                                    | Ebon Moss-Bachrach                                                          | The Fantastic Four: First Steps | Vlad Chiriac                                                          |
| Franklin Richards                                        | Ada Scott                                                                   | The Fantastic Four: First Steps | – 2                                                                   |
| Galactus                                                 | Ralph Ineson (Stimme)                                                       | The Fantastic Four: First Steps | Peter Sura                                                            |
| Harvey Elder / Mole Man                                  | Paul Walter Hauser                                                          | The Fantastic Four: First Steps | Manuel Straube                                                        |
| H.E.R.B.I.E.                                             | Matthew Wood (Stimme)                                                       | The Fantastic Four: First Steps |                                                                       |
| Johnny Storm / The Human Torch                           | Joseph Quinn                                                                | The Fantastic Four: First Steps | Oscar Räuker                                                          |
| Lynne Nichols                                            | Sarah Niles                                                                 | The Fantastic Four: First Steps | Nora Kunzendorf                                                       |
| Rachel Rozman                                            | Natasha Lyonne                                                              | The Fantastic Four: First Steps | Britta Steffenhagen                                                   |
| Dr. Reed Richards / Mister Fantastic                     | Pedro Pascal                                                                | The Fantastic Four: First Steps | Nico Mamone                                                           |
| Shalla-Bal / Silver Surfer                               | Julia Garner                                                                | The Fantastic Four: First Steps | Friedel Morgenstern                                                   |
| Sue Storm / The Invisible Woman                          | Vanessa Kirby                                                               | The Fantastic Four: First Steps | Svantje Wascher                                                       |
| Ted Gilbert                                              | Mark Gatiss                                                                 | The Fantastic Four: First Steps | Erich Räuker                                                          |
| Victor von Doom / Doctor Doom                            | Robert Downey Jr.                                                           | The Fantastic Four: First Steps | – 2                                                                   |